# Minsk
Pour les articles homonymes, voir Minsk (homonymie) et Traité de Minsk (homonymie).
Minsk (en biélorusse : Мінск ; en russe : Минск) est la capitale de la Biélorussie. Avec une population de 1 992 685 habitants en 2019, elle est également la plus grande ville de Biélorussie.

## Géographie

### Généralités

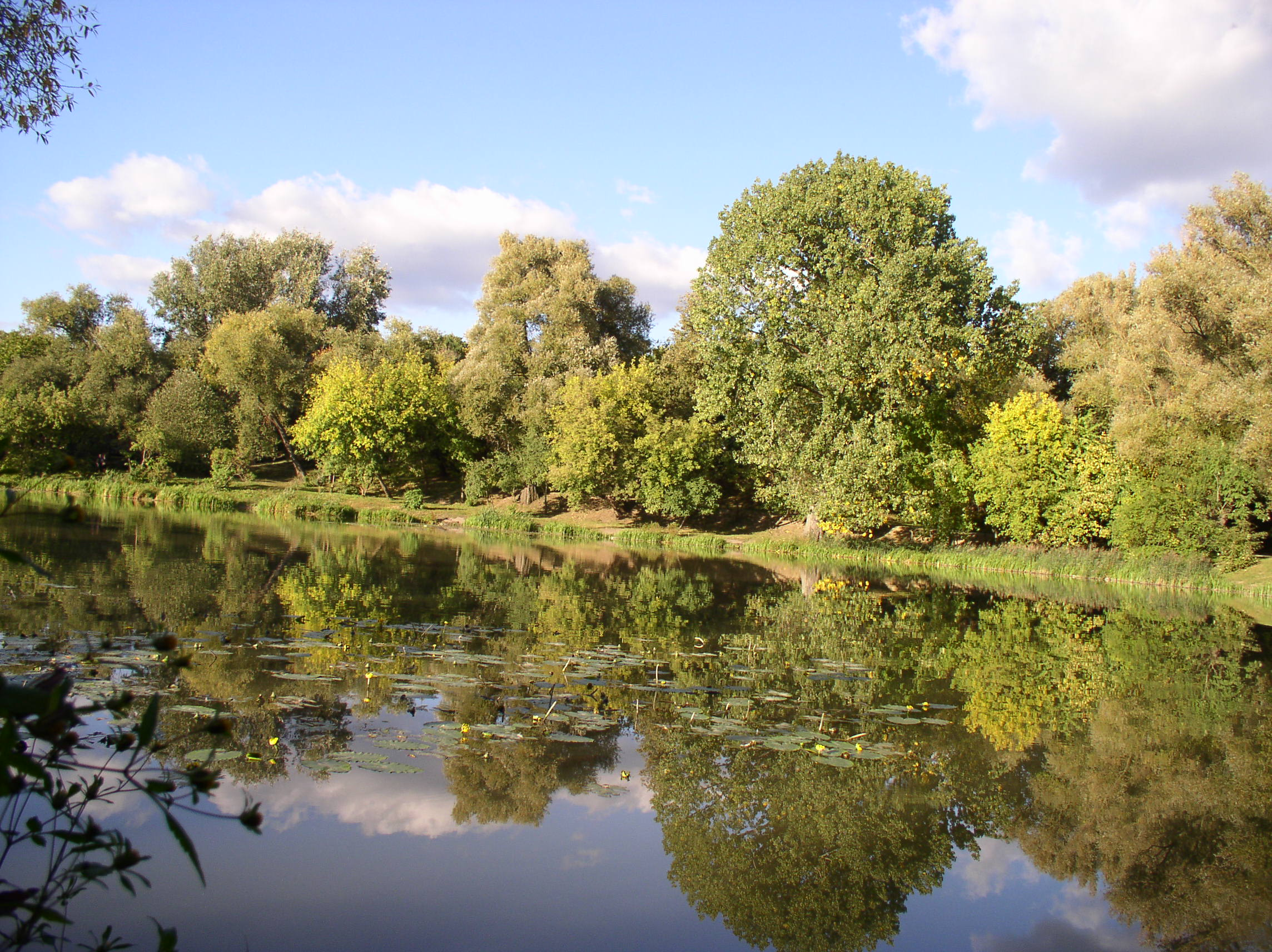
Le parc Loshytsa.

La ville de Minsk est située dans la partie centrale de la république de Biélorussie, sur le contrefort méridional des collines de Minsk. Elle est arrosée par la rivière Svislotch, dans le bassin du Dniepr. Minsk se trouve à 437 km au nord-ouest de Kiev, à 476 km au nord-est de Varsovie, à 676 km au sud-ouest de Moscou, à 956 km à l'est de Berlin et à 1 828 km au nord-est de Paris.
L'altitude générale se fixe à 220 m, la ville étant plus élevée dans ses parties ouest. À une trentaine de kilomètres dans cette direction s'élève le mont Dzerjinski, qui est, avec ses 345 m d'altitude, le point culminant du pays.
La campagne environnante est recouverte de forêts tempérées, typiques du pays ; certaines sont toujours visibles dans la ville même, à l'état de parcs.
La ville donne une apparence d'espace, par ses 305 km2, mais aussi par la multitude de grands immeubles qui libèrent le sol en s'élevant vers le ciel.

### Géologie et hydrologie

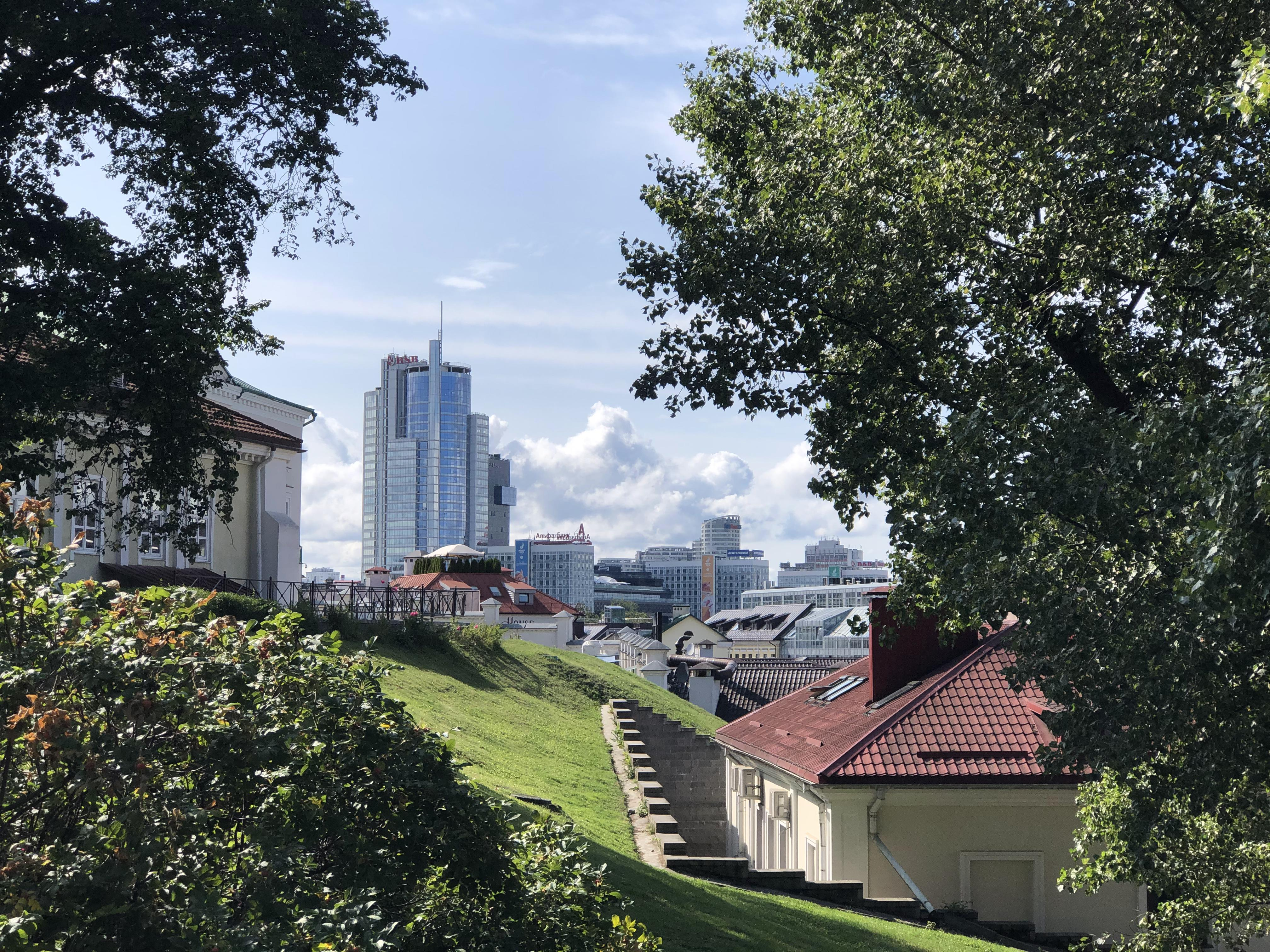
Panorama du centre de Minsk.

#### Hydrologie
Minsk est traversée du nord-est au sud-est par la Svislotch, qui forme plusieurs lacs grâce à des barrages et se jette plus loin dans la Bérézina. Cette rivière coule dans la vallée d'un ancien fleuve de la période glaciaire.

### Climat
Minsk possède un climat continental variable et plus doux que le climat russe. La température moyenne en janvier est −4,5 °C et en juillet 18,5 °C. Les extrêmes ont été atteints en 1940 (−39,1 °C le 17 janvier) et en 2014 (41,7 °C le 29 juillet).
Le temps est souvent couvert, les brouillards fréquents (en moyenne 61 jours/an), mais les pluies modérées, ce qui explique les précipitations annuelles de 690 mm. La neige recouvre le sol en moyenne 113 jours par an.
- Nombre moyen de jours avec de la neige dans l'année : 102
- Nombre moyen de jours de pluie dans l'année : 180
- Nombre moyen de jours avec de l'orage dans l'année : 26
- Nombre moyen de jours avec du blizzard dans l'année : 7

| Mois                                        | jan.       | fév.       | mars       | avril      | mai       | juin      | jui.     | août      | sep.      | oct.       | nov.       | déc.       | année      |
| ------------------------------------------- | ---------- | ---------- | ---------- | ---------- | --------- | --------- | -------- | --------- | --------- | ---------- | ---------- | ---------- | ---------- |
| Température minimale moyenne (°C)           | −6,3       | −6         | −2,6       | 2,9        | 8,3       | 12,2      | 14,4     | 13,4      | 8,7       | 3,8        | −0,5       | −4,5       | 3,7        |
| Température moyenne (°C)                    | −4,2       | −3,6       | 0,7        | 7,6        | 13,4      | 17,1      | 19,1     | 18,2      | 12,7      | 6,7        | 1,4        | −2,6       | 7,2        |
| Température maximale moyenne (°C)           | −2         | −0,8       | 4,5        | 12,8       | 18,9      | 22,4      | 24,3     | 23,6      | 17,5      | 10,3       | 3,6        | −0,6       | 11,2       |
| Record de froid (°C) date du record         | −39,1 1940 | −35,1 1956 | −30,5 1964 | −18,4 1923 | −5 1900   | 0 1899    | 4,3 1968 | 1,7 1966  | −4,7 1931 | −12,9 1940 | −20,4 1927 | −30,6 1930 | −39,1 1940 |
| Record de chaleur (°C) date du record       | 10,3 2007  | 13,6 1990  | 18,9 1990  | 28,8 2012  | 30,9 2003 | 35,8 2021 | 35 1936  | 35,8 2015 | 31 2015   | 24,7 1934  | 16 1926    | 11,1 2015  | 35,8 2015  |
| Ensoleillement (h)                          | 44         | 66         | 134        | 181        | 257       | 273       | 269      | 242       | 165       | 97         | 35         | 27         | 1 790      |
| Précipitations (mm)                         | 47         | 40         | 41         | 43         | 66        | 79        | 97       | 71        | 51        | 55         | 49         | 47         | 686        |
| dont neige (cm)                             | 11         | 16         | 13         | 0          | 0         | 0         | 0        | 0         | 0         | 0          | 2          | 6          | 48         |
| Record de pluie en 24 h (mm) date du record | 32 2021    | 24 1896    | 21 1987    | 43 2000    | 62 1963   | 73 1916   | 74 1973  | 78 2005   | 43 1978   | 37 2002    | 47 1909    | 41 1893    | 78 2005    |
| Nombre de jours avec précipitations         | 11         | 9          | 11         | 13         | 18        | 19        | 18       | 15        | 18        | 18         | 17         | 13         | 180        |
| Humidité relative (%)                       | 86         | 83         | 77         | 67         | 66        | 70        | 71       | 72        | 79        | 82         | 88         | 88         | 77         |
| Nombre de jours avec neige                  | 24         | 21         | 15         | 4          | 0,3       | 0         | 0        | 0         | 0,04      | 3          | 13         | 22         | 102        |
| Nombre de jours d'orage                     | 0          | 0,2        | 0,3        | 1          | 5         | 7         | 6        | 4         | 2         | 0,4        | 0,1        | 0,03       | 26         |
| Nombre de jours avec brouillard             | 5          | 5          | 4          | 2          | 2         | 2         | 1        | 3         | 4         | 5          | 8          | 7          | 48         |

| Diagramme climatique                                  |          |           |           |           |            |            |            |           |           |           |            |
| J                                                     | F        | M         | A         | M         | J          | J          | A          | S         | O         | N         | D          |
| −2−6,347                                              | −0,8−640 | 4,5−2,641 | 12,82,943 | 18,98,366 | 22,412,279 | 24,314,497 | 23,613,471 | 17,58,751 | 10,33,855 | 3,6−0,549 | −0,6−4,547 |
| Moyennes : • Temp. maxi et mini °C • Précipitation mm |          |           |           |           |            |            |            |           |           |           |            |

## Toponymie
Le premier nom connu de la ville est Мѣньскъ (Mien'sk'), en vieux slavon. Il pourrait être soit dérivé du nom de la petite rivière Mien, qui a la même étymologie que le Main allemand, soit venir de l'ancien mot slave meniaty, qui signifie changer.
La prononciation évolua durant les XVIe et XVIIe siècles, la langue biélorusse étant alors influencée par des dialectes ukrainiens, qui remplaçaient le son [ʲɛ] par le son [i]. Miensk devint alors Minsk, écrit pendant longtemps soit Минскъ, soit Мѣнскъ. Néanmoins, certains Biélorusses continuent à appeler leur capitale Miensk.
Quand ils possédèrent la ville, les Polonais l'appelèrent Mińsk Białoruski (Minsk en Biélorussie), pour la différencier de Mińsk Litewski (Minsk en Lituanie) et de Mińsk Mazowiecki (Minsk en Mazovie).
Avant 1941, la ville de Minsk avait conservé un grand nombre de bâtiments qui remontaient à l'époque médiévale, dont son centre ancien. La ville de Minsk était l'une des plus belles villes de l'Empire russe. En 1944, plus de 90 pour cent de la ville étaient détruits. Les bâtiments historiques qui datent d'avant 1941 et qui sont visibles encore de nos jours connurent presque tous de grandes dégradations et furent restaurés après-guerre.

## Histoire

### Origines

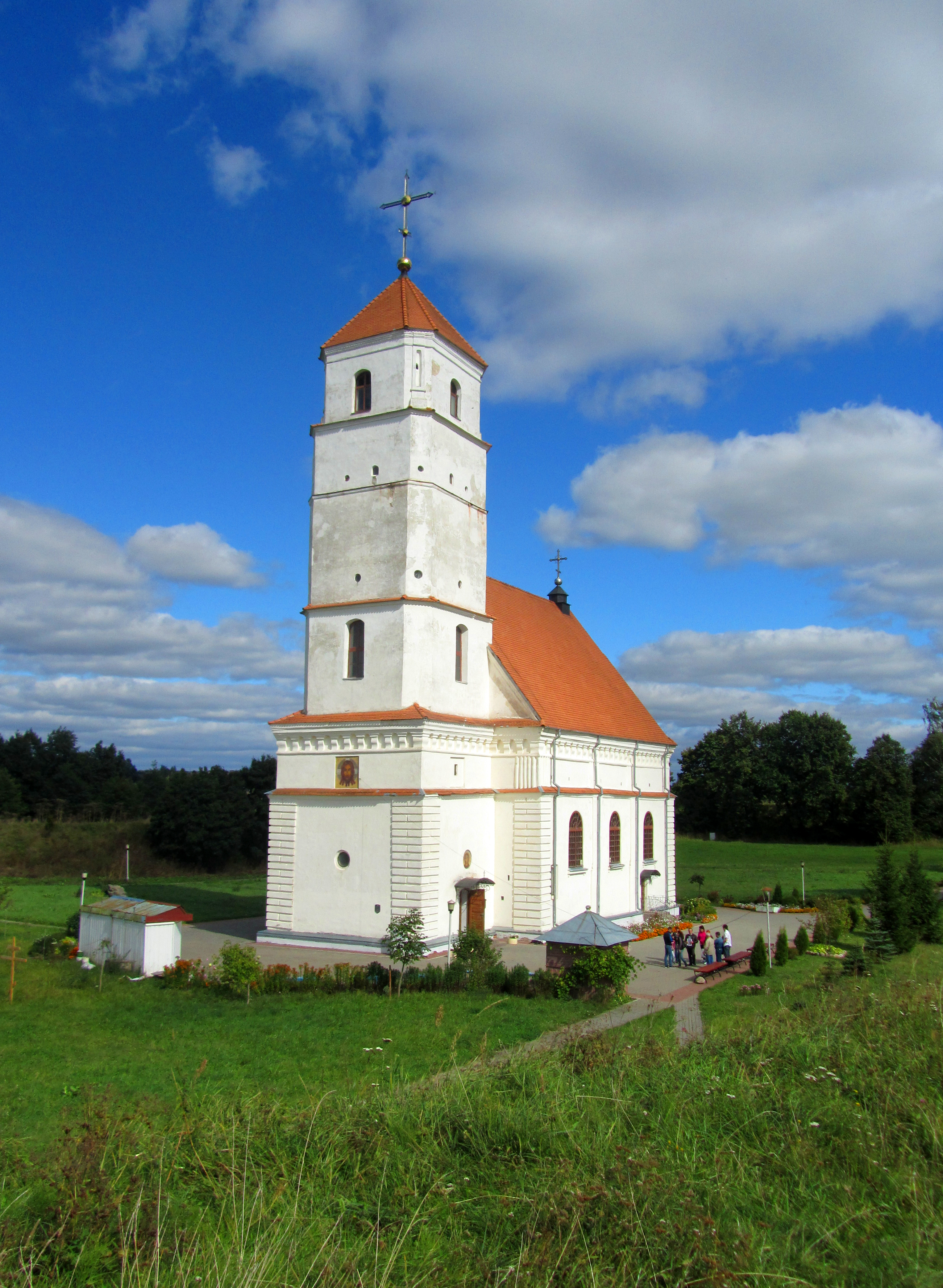
L'église du Sauveur, construite en 1577 à Zaslawie, dans les environs de Minsk.

L'emplacement de Minsk fut occupé par des Protoslaves à partir du IXe siècle. Les deux tribus présentes, les Krivitches et les Dregovitches, avaient fait de la Svislotch leur frontière. Aux alentours de 980, la région est incluse dans la principauté de Polotsk, un des premiers États slaves.
Une ville, Mien'sk' (Мѣнескъ), est mentionnée pour la première fois en 1067 dans la Première Chronique Russe. Bien que cette date ne corresponde sans doute pas à une date de fondation, elle est souvent considérée comme telle.
Au début du XIIe siècle, la principauté de Polotsk se désintègre en une multitude de petits fiefs, dont la principauté de Minsk, aux mains d'un descendant de l'ancienne dynastie de Polotsk. En 1129, l'État est annexé par la principauté de Kiev, qui domine toute la Russie d'alors.

### La domination polono-lituanienne

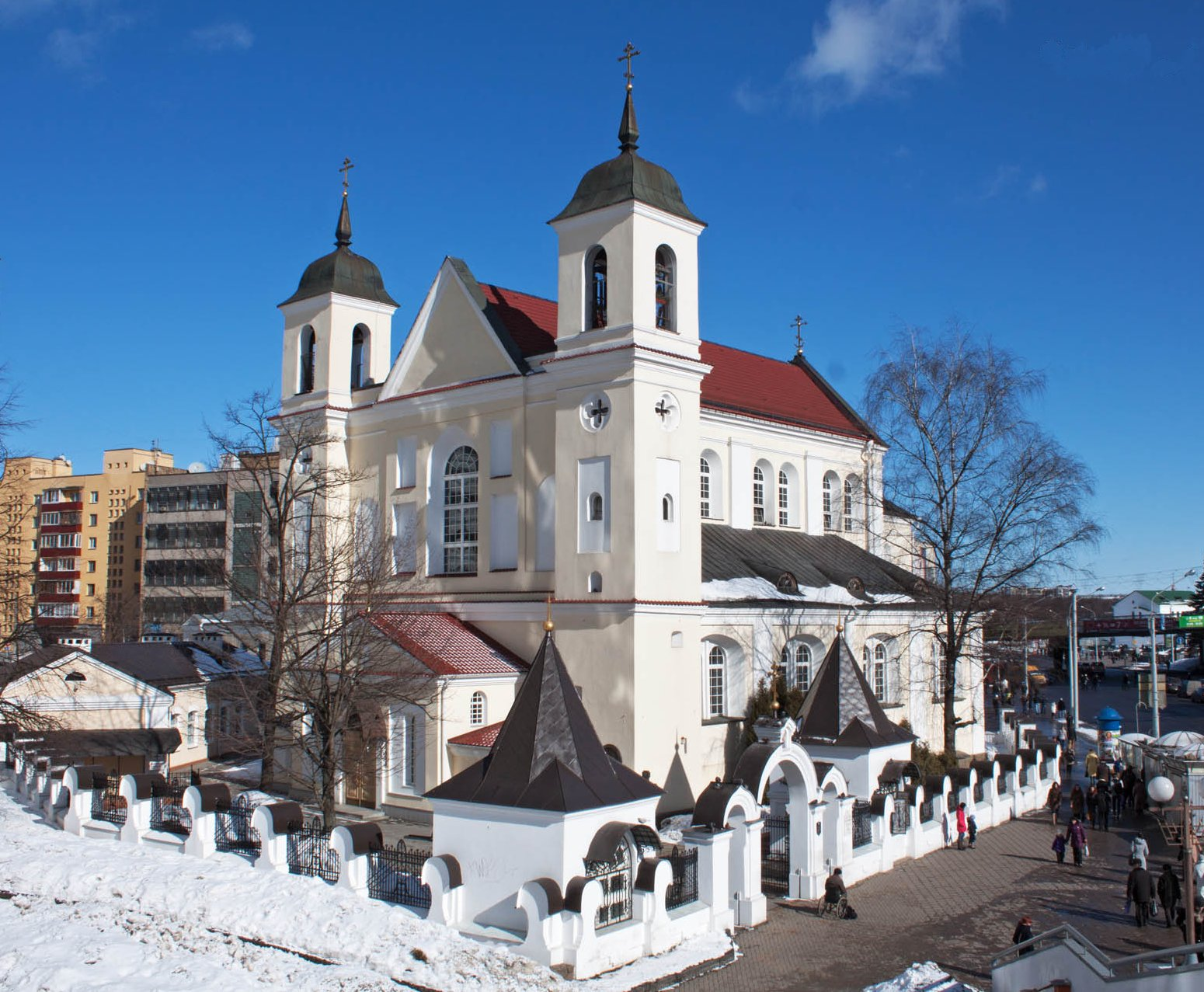
L'église Saint-Pierre et Saint-Paul, édifiée au XVIIe siècle

Minsk échappa aux invasions mongoles qui dévastèrent la Russie de 1237 à 1239. Néanmoins, la ville fut attaquée quelques années plus tard par des guerriers de la Horde d'or qui mirent fin à l'hégémonie de la Rus' de Kiev et la disloquèrent. Encore menacée par les Tartares, Minsk demanda la protection de plusieurs princes lituaniens et fut finalement incluse au grand-duché de Lituanie en 1242.
En 1413, le grand-duché de Lituanie s'unit au royaume de Pologne, et le nouvel État fit de Minsk un chef-lieu de voïévodie. D'autres privilèges furent accordés à Minsk par le prince Casimir IV Jagellon ; en 1499 son fils, Alexandre Jagellon, lui accorda les honneurs dus aux villes.
En 1569, l'union de la Pologne et du grand-duché de Lituanie fut définitivement scellée par le traité de Lublin, qui consacrait l'existence d'un seul État. Peu après, une communauté polonaise s'installa à Minsk et y créa un gouvernement, composé de clercs, d'officiers et d'artisans.
Au milieu du XVIe siècle, Minsk était un important centre économique et culturel au sein de la république des Deux Nations. C'était aussi un grand centre religieux pour l'Église orthodoxe.
En 1654, Minsk fut conquise par les troupes du Tsar Alexis Ier de Russie, qui la garda jusqu'en 1667, date à laquelle le roi de Pologne-Lituanie, Jean II Casimir Vasa, la reprit. À cause de la guerre, la ville fut en grande partie détruite, et perdit près de 8 000 habitants, tués ou déplacés.
La ville fut à nouveau dévastée pendant la grande guerre du Nord, durant laquelle elle fut occupée par les troupes de Charles XII de Suède, puis par celles du Tsar Pierre le Grand.
Minsk déclina tout le long du XVIIIe siècle, en même temps que la république des Deux Nations. Toutefois, sa population s'élevait à environ 7 000 habitants en 1790 et commençait à sortir du tissu urbain de 1654. À cette époque, la plupart des Minskois étaient des Juifs ou des Polonais, les Biélorusses ne représentant qu'une minorité.

### La domination russe

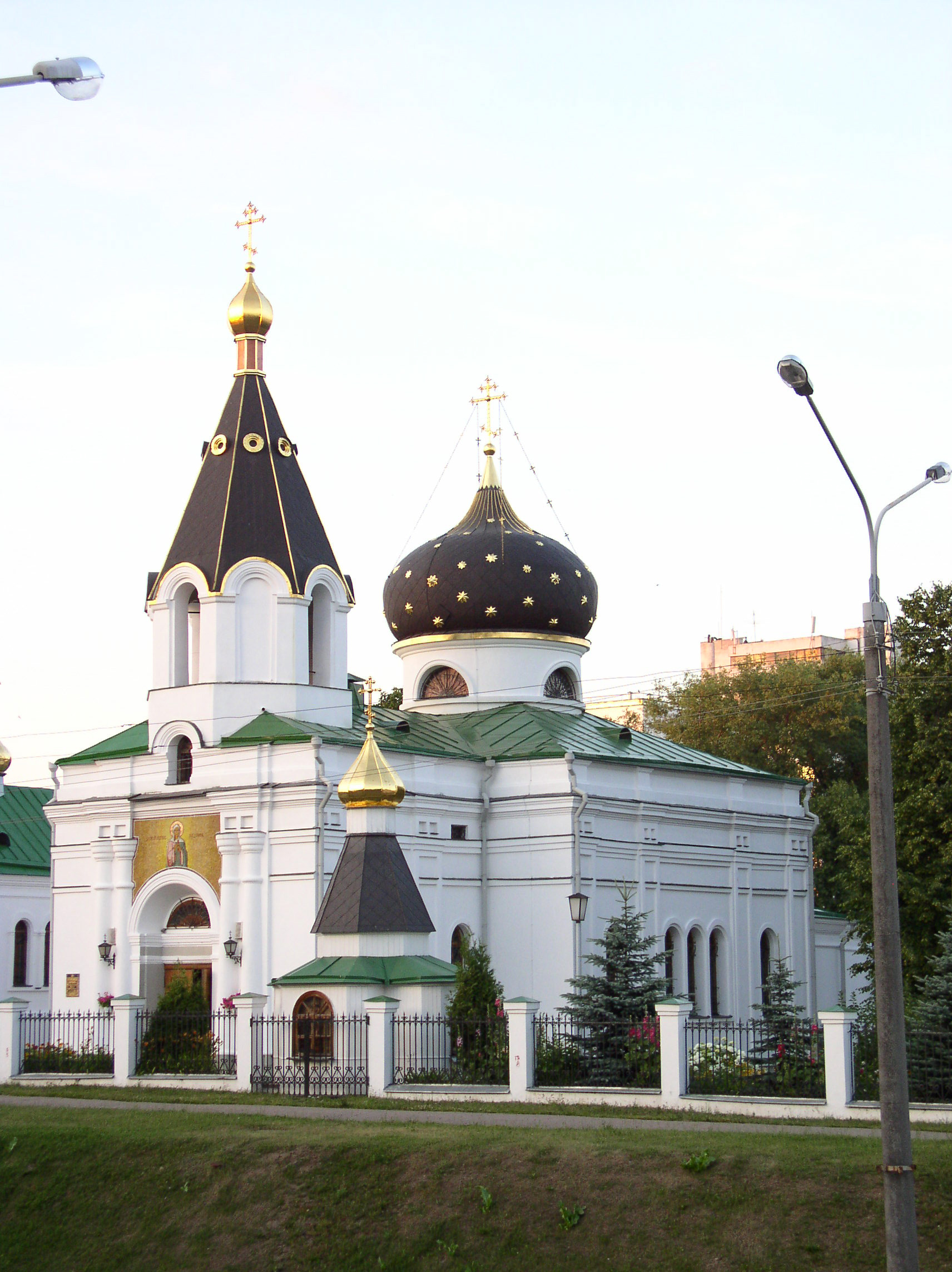
Église russe orthodoxe Sainte-Marie-Madeleine, construite en 1847.

Minsk fut annexée par la Russie en 1793, durant la Seconde Partition de la Pologne. En 1796, la ville devint chef-lieu du gouvernement de Minsk. À cette époque, tous les noms de rues polonais furent remplacés par des noms russes.
Au cours du XIXe siècle, la ville se développa significativement. Dans les années 1830, la plupart des rues furent pavées. En 1836, la première bibliothèque publique fut ouverte et, en 1837, une brigade de sapeurs-pompiers fut mise en place. En 1838 apparut le premier journal local, le Minskiye gubernskiye vedomosti, diffusé dans tout le Gouvernement de Minsk. Le premier théâtre fut ouvert en 1844.
Minsk devait à l'époque une grande part de son développement au transport. La ville est en effet sur la route Moscou-Varsovie, ouverte en 1846, et sur la ligne de chemin de fer parallèle à cette voie, ouverte en 1871. Une seconde ligne fut construite en 1873, elle reliait les bords de la mer Noire à la mer Baltique.
Un service municipal des eaux fut ouvert en 1872, Minsk obtint le téléphone en 1890 et un générateur électrique en 1894. Aux alentours de 1900, Minsk comptait 58 usines, employant 3 000 ouvriers. La ville comptait aussi des théâtres, des cinémas, des écoles, une université, une pléiade d'églises et de monastères, des synagogues et une mosquée. Le recensement de 1897 révèle que la population de Minsk s'élevait à 91 494 habitants, dont 47 561 Juifs.

### LeXXesiècle

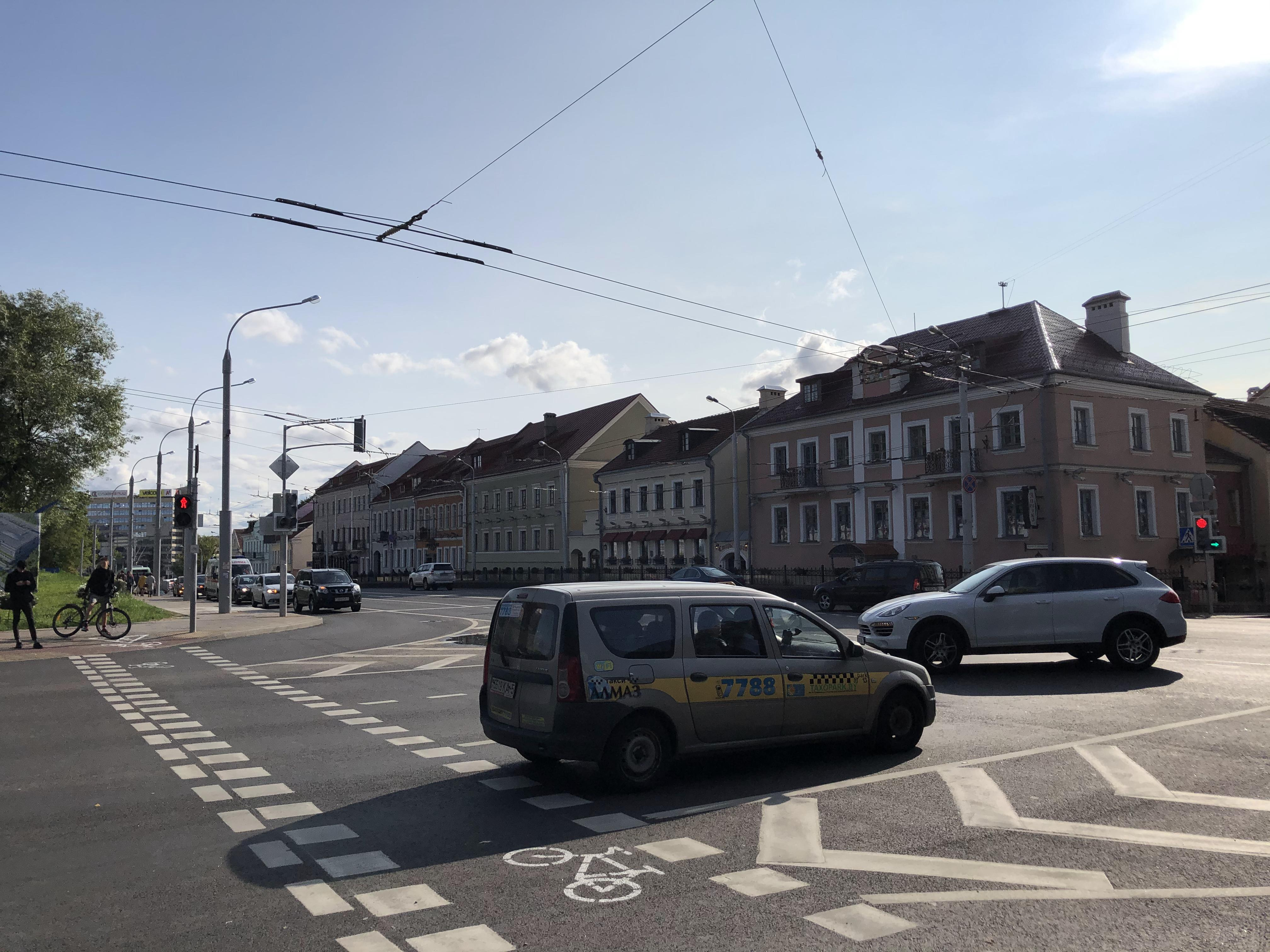
Rue Maxim Bahdanovič, l'une des rues centrales de Minsk.

Pendant la Belle Époque, Minsk était un haut lieu du mouvement de la défense des ouvriers. Le premier congrès fondateur du Parti ouvrier social-démocrate de Russie se tint d'ailleurs à Minsk en 1898. À cette époque, la ville était également un foyer du mouvement nationaliste biélorusse. L'essor économique et culturel de la ville fut stoppé par la Première Guerre mondiale, et Minsk se retrouva en 1915 sur la ligne de front entre les armées russes et allemandes. De nombreuses usines fermèrent leurs portes, une partie de la population fut évacuée et laissa place aux soldats russes. Des camps militaires et des hôpitaux furent ouverts.
La révolution d'Octobre eut un effet immédiat sur Minsk qui avait accueilli dès mars 1917 un Soviet d'ouvriers, encouragé par des travailleurs et des soldats démobilisés. Après le Traité de Brest-Litovsk, Minsk fut occupée par les forces allemandes. Le 25 mars 1918, Minsk fut proclamée capitale de la République populaire biélorusse. Mais la ville fut envahie dès décembre 1918 par l'Armée rouge, les Soviétiques en firent la capitale de la République socialiste soviétique biélorusse en janvier 1919. La ville fut prise à nouveau par les Polonais qui la contrôlèrent durant toute la guerre russo-polonaise de 1920. Mais elle fut récupérée finalement par les Soviétiques qui la rétablirent à la tête de la République socialiste soviétique biélorusse, faisant désormais partie de l'Union des républiques socialistes soviétiques.

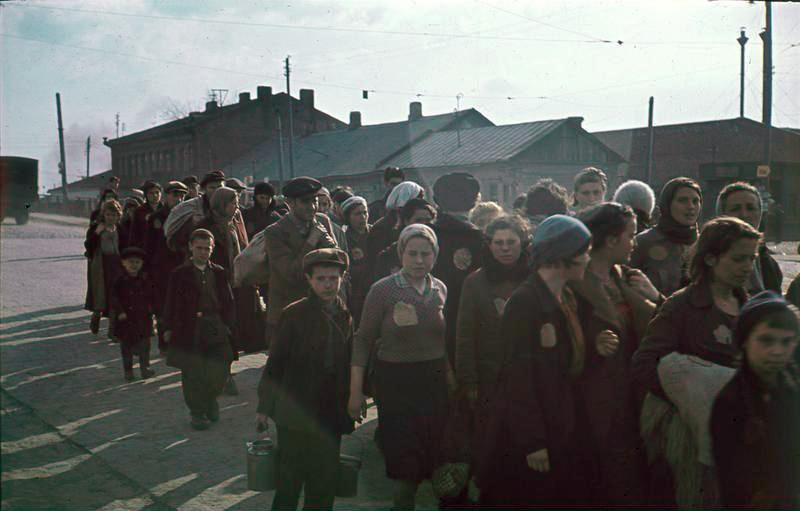
Juifs prisonniers dans une rue du ghetto de Minsk, 1941

Un programme de reconstruction et de développement commença en 1922. Deux ans plus tard, Minsk comptait 29 usines et ses écoles, musées, théâtres, bibliothèques avaient été rouverts. Durant les années 1920 et 1930, Minsk retrouva son essor, redevenant un grand centre de développement de la langue et de la culture biélorusses.
À la veille de la Seconde Guerre mondiale, Minsk avait une population qui s'élevait à 300 000 habitants, dont 30 % de Juifs. Dès le commencement de l'invasion de l'Union soviétique par l'Allemagne nazie, la ville fut bombardée, elle tomba quatre jours plus tard. Plusieurs milliers d'habitants ainsi que quelques usines et musées purent être évacués vers l'est. Les nazis choisirent Minsk comme centre administratif du Reichskomissariat Ostland et traitèrent durement la population locale. Les communistes étaient tués ou emprisonnés puis déportés, des maisons furent réquisitionnées. Dans ces conditions, Minsk devint rapidement un des premiers centres de résistance contre l'occupant. La ville fut d'ailleurs déclarée Ville héros en 1974.
À Minsk fut aussi mis en place l'un des plus grands ghettos de la Seconde Guerre mondiale qui accueillit jusqu'à 100 000 Juifs. Environ 50 000 Juifs minskois moururent au cours de la guerre.
Minsk fut libérée par les troupes soviétiques le 3 juillet 1944 durant l'opération Bagration. L'Armée rouge ne prit la ville qu'après un combat féroce, à l'issue duquel la ville était détruite à 90 pour cent et la population réduite à 50 000 habitants.
Après la guerre, les ruines de Minsk furent effacées et la ville fut entièrement reconstruite dans le style architectural stalinien. Les années 1950 virent donc surgir de terre d'immenses immeubles séparés par de très larges avenues jalonnées par d'immenses places. L'industrialisation massive fit grandir considérablement la ville qui atteignit le million d'habitants en 1972. La croissance démographique était alimentée par de jeunes Biélorusses qui fuyaient la campagne, mais aussi par des ouvriers venus de toute l'Union soviétique.

### Développement récent

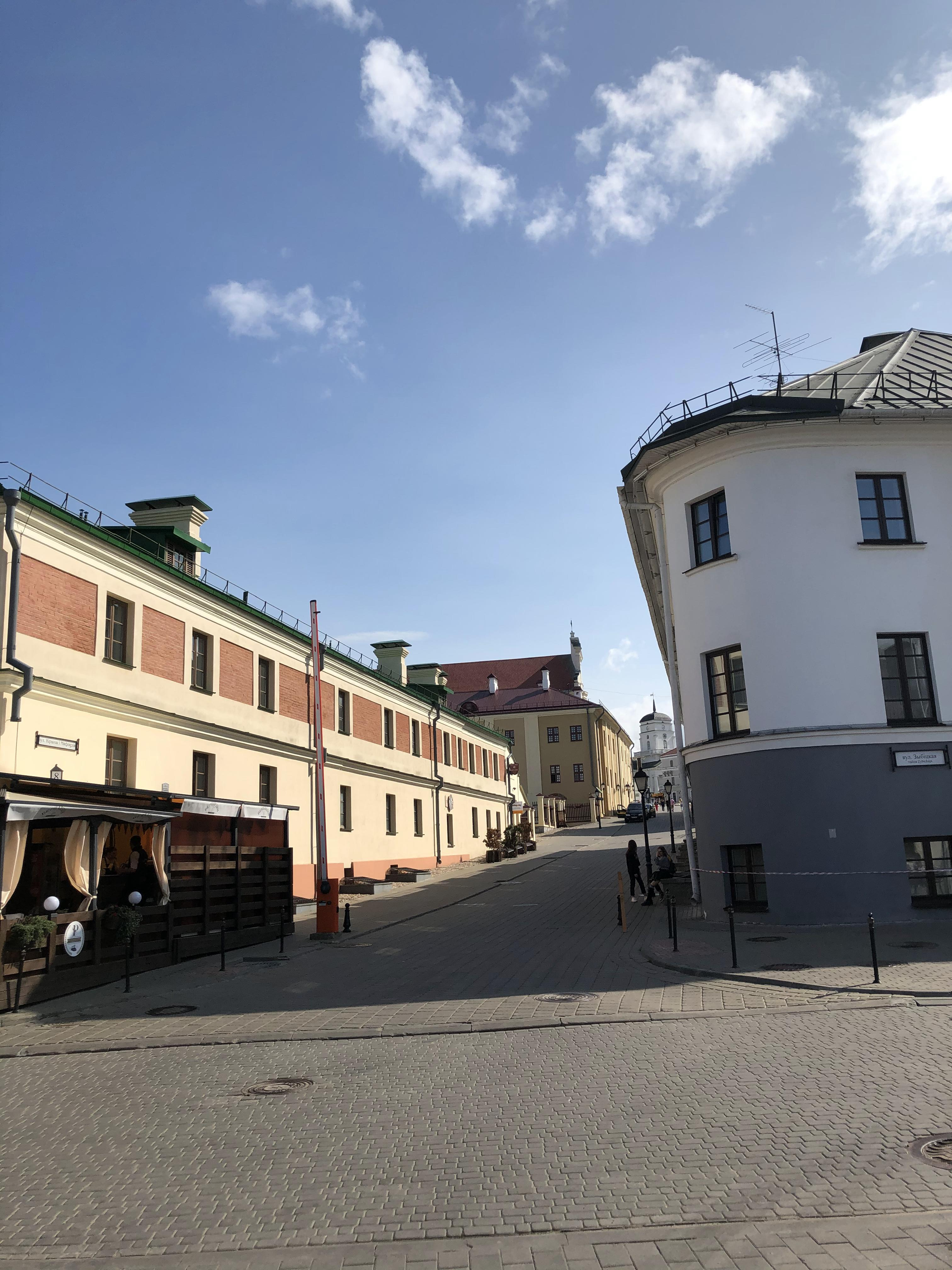
Rue Kiryly i Miafodzija

Durant les années 1990, après la chute du Communisme, la ville continua à évoluer. Devenue capitale d'un État nouveau, elle acquit vite les attributs de son rang, avec ses ambassades, ses ministères… Mais le début de la décennie est marqué par la crise, qui provoque un chômage élevé et contraindra la ville à suspendre bon nombre de projets.
L'approche de l'an 2000 vit la fin de la crise, le commencement de nombreux chantiers de modernisation des infrastructures, et la flambée des prix de l'immobilier. En 2006, fut inaugurée la Bibliothèque nationale de Biélorussie et en janvier 2008, la municipalité a annoncé sur son site internet officiel sa volonté de rénover de nombreuses rues, de construire des hôtels de luxe, de démolir les anciens et de créer des pôles sportifs et de loisirs, dont un parc aquatique.
Le 8 septembre 2007, la ville de Minsk a fêté les 940 ans de sa fondation.
C'est au cours d'une autre manifestation commémorative, que se produisit le 4 juillet 2008 un des seuls attentats de l'Histoire biélorusse et minskoise. Une bombe artisanale a explosé pendant un concert donné pour l'anniversaire de l'indépendance, devant le mémorial de la Ville héroïque, blessant quarante personnes ; le président Alexandre Loukachenko se trouvait à proximité. Les motivations de cet attentat sont encore inconnues.

## Symboles
- Les armes de Minsk se blasonnent ainsi :

D'azur à la Vierge au naturel vêtue de gueules et d'azur, sur un nuage d'argent, portée par deux anges au naturel vêtus d'argent et surmontés de deux chérubins de même.
Ces armes furent rendues officielles en 2001, mais elles furent créées en 1591. Une légende affirme qu'elles seraient la représentation d'une icône de Kiev, dévastée par les Tatars, arrivée à Minsk par les cieux.
- Le drapeau officiel reprend les armes sur fond d'azur et a pour dimension 110 centimètres de large sur 180 centimètres de long.

- La ville possède aussi son hymne officiel, adopté en même temps que les armes et le drapeau[9].

## Population

### Démographie
Recensements (*) ou estimations de la population :
| 1450  | 1667  | 1797  | 1800  | 1811   | 1825   | 1858   |
| ----- | ----- | ----- | ----- | ------ | ------ | ------ |
| 5 000 | 2 000 | 5 794 | 6 656 | 11 000 | 15 600 | 23 006 |

| 1880   | 1897*  | 1907    | 1913    | 1923*   | 1926*   | 1939*   |
| ------ | ------ | ------- | ------- | ------- | ------- | ------- |
| 48 000 | 90 912 | 105 203 | 106 700 | 106 056 | 128 043 | 238 948 |

| 1941    | 1950    | 1959*   | 1970*   | 1979*     | 1989*     | 1999*     |
| ------- | ------- | ------- | ------- | --------- | --------- | --------- |
| 270 400 | 273 600 | 509 667 | 917 428 | 1 273 496 | 1 607 077 | 1 680 567 |

| 2009*     | 2012      | 2013      | 2014      | 2015      | 2016      | 2017      |
| --------- | --------- | --------- | --------- | --------- | --------- | --------- |
| 1 836 808 | 1 885 067 | 1 901 059 | 1 921 807 | 1 938 280 | 1 959 781 | 1 974 800 |

| 2018      | 2019      | 2020      | 2021      | 2022      | 2023      | - |
| --------- | --------- | --------- | --------- | --------- | --------- | - |
| 1 982 444 | 1 992 685 | 2 020 600 | 2 009 786 | 1 996 553 | 1 995 471 | - |

| Année | Population | Naissances annuelles | Décès annuels | Solde naturel annuel | Taux de natalité (‰) | Taux de mortalité (‰) | Solde naturel (‰) | Indice de fécondité |
| ----- | ---------- | -------------------- | ------------- | -------------------- | -------------------- | --------------------- | ----------------- | ------------------- |
| 2004  | 1 733 354  | 15 887               | 16 362        | -475                 | 9,2                  | 9,4                   | -0,2              | 1,06                |
| 2005  | 1 751 713  | 16 536               | 16 903        | -367                 | 9,4                  | 9,6                   | -0,2              | 1,08                |
| 2006  | 1 767 189  | 17 913               | 16 949        | 964                  | 10,1                 | 9,6                   | 0,5               | 1,14                |
| 2007  | 1 785 149  | 19 542               | 17 141        | 2 401                | 10,9                 | 9,6                   | 1,3               | 1,23                |
| 2008  | 1 804 557  | 20 857               | 17 651        | 3 206                | 11,6                 | 9,8                   | 1,8               | 1,29                |
| 2009  | 1 829 027  | 21 190               | 17 719        | 3 471                | 11,6                 | 9,7                   | 1,9               | 1,28                |
| 2010  | 1 853 888  | 21 154               | 18 135        | 3 019                | 11,4                 | 9,8                   | 1,6               | 1,25                |
| 2011  | 1 874 579  | 21 123               | 18 325        | 2 798                | 11,3                 | 9,8                   | 1,5               | 1,22                |
| 2012  | 1 893 063  | 22 637               | 17 473        | 5 164                | 12,0                 | 9,2                   | 2,8               | 1,29                |
| 2013  | 1 911 433  | 22 863               | 17 447        | 5 416                | 12,0                 | 9,1                   | 2,9               | 1,29                |
| 2014  | 1 930 044  | 23 271               | 17 504        | 5 767                | 12,1                 | 9,1                   | 3,0               | 1,29                |
| 2015  | 1 949 031  | 22 691               | 17 163        | 5 528                | 11,6                 | 8,8                   | 2,8               | 1,24                |
| 2016  | 1 967 299  | 22 341               | 17 107        | 5 234                | 11,4                 | 8,7                   | 2,7               | 1,21                |

### Diversité ethnique

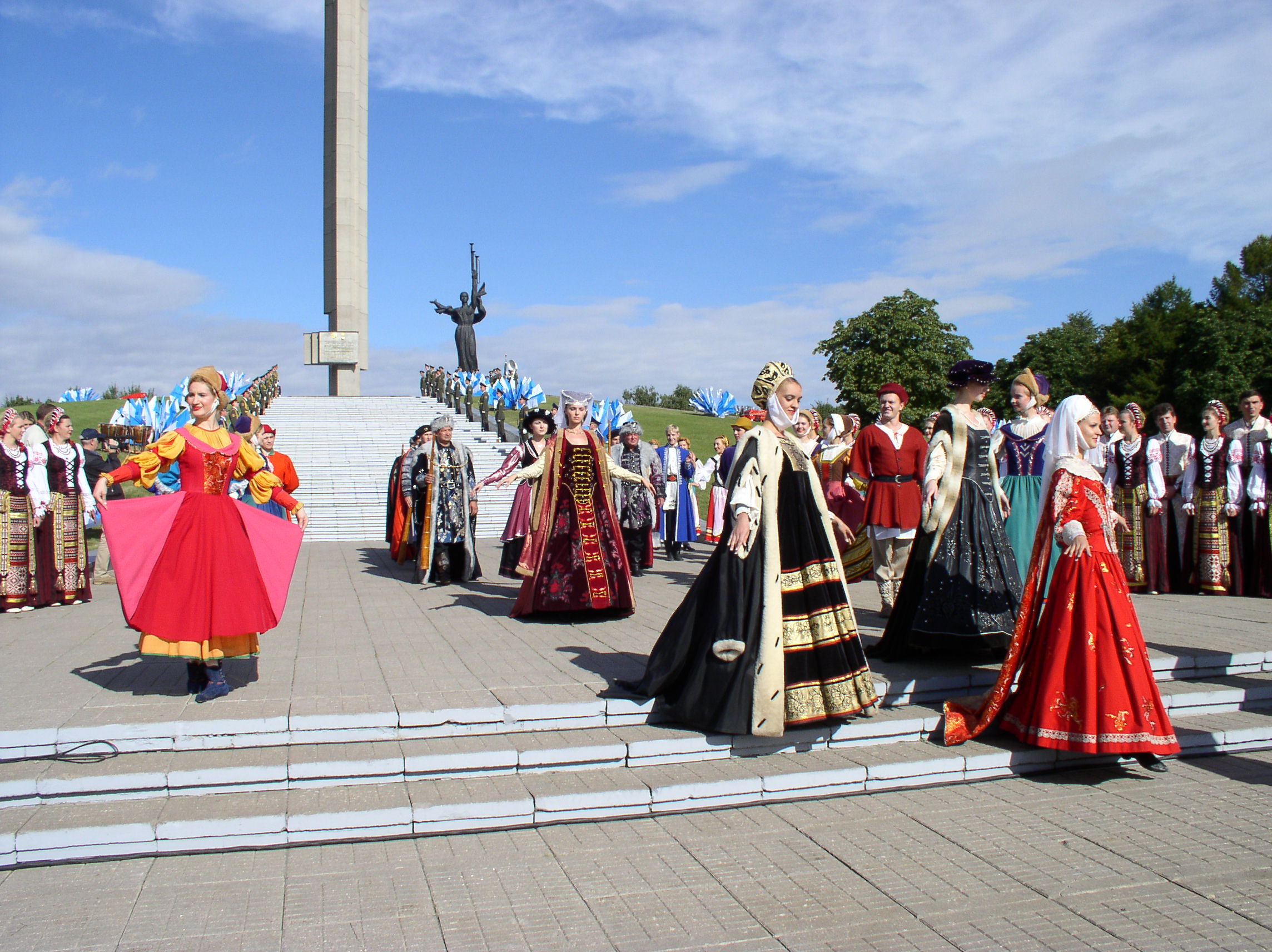
Célébration des 940 ans de Minsk sur le monument des Villes Héroïques en costumes traditionnels

Au début de son existence, Minsk était surtout habitée par des Protoslaves de l'Est, ancêtres des Biélorusses actuels. Après l'union entre la Pologne et la Lituanie en 1569, la ville devint une terre d'immigration pour de nombreux Polonais, religieux, administrateurs, soldats ou encore enseignants, et pour des juifs dont la plupart étaient commerçants ou artisans. Avant l'annexion par la Russie en 1793, beaucoup de Biélorusses de Minsk avaient abandonné leurs traditions, et adopté la culture polonaise. Ils adoptèrent ensuite massivement la culture russe.
En 1897, les Juifs représentaient la majorité de la population (52,2 %), devant les Russes (25,5 %), les Polonais (11,4 %) et enfin les Biélorusses (9 %). Ces résultats ne correspondent pas tout à fait à la réalité, car des Biélorusses se sont déclarés Russes et une communauté de Tatars vivait à Minsk à l'époque.
Les deux guerres mondiales affectèrent fortement la population de Minsk. La communauté juive fut exterminée pendant l'occupation de la ville par l'Allemagne nazie.
En 1959, 63,3 % des Minskois étaient Biélorusses. Venaient ensuite les Russes (22,8 %), les Juifs (7,8 %), les Ukrainiens (3,6 %), les Polonais (1,1 %) et les Tatars (0,4 %). L'exode rural des Biélorusses changea beaucoup ces données: ils représentaient 68,4 % des habitants de la ville vingt ans plus tard. Le recensement de 1999 révèle que cette proportion était montée à 79,3 %. Suivaient les Russes (15,7 %), les Ukrainiens (2,4 %), les Polonais (1,1 %) et les Juifs (0,6 %). Les populations russe et ukrainienne augmentèrent très rapidement durant les années 1980, mais après l'indépendance de la Biélorussie, beaucoup décidèrent de retourner dans leur pays d'origine. Les Juifs, autrefois très nombreux, sont estimés actuellement à 10 000 habitants, et nombre d'entre eux ont émigré en Israël, aux États-Unis ou encore en Allemagne.
De nouvelles communautés se sont aussi installées à Minsk, venues surtout de Géorgie, d'Arménie ou d'Azerbaïdjan, et d'autres anciennes républiques soviétiques.

### Langues
Au cours de l'Histoire, beaucoup de langues ont été parlées à Minsk : d'abord le ruthène, puis le polonais et le yiddish, longtemps demeure une langue importante. Au cours du XIXe siècle, le russe s'est largement imposé et est devenu langue officielle. La langue biélorusse a en même temps connu une forme de renaissance, devenant la langue de l'élite biélorusse minskoise. Dans les années 1920 et 1930, le biélorusse est devenu la langue de l'administration et des écoles, et fut rapidement parlé par toute la population. Le russe a toutefois retrouvé son hégémonie, qui s'est maintenue jusqu'à l'indépendance. 
Aujourd'hui, la plupart des Minskois sont russophones dans leur vie quotidienne, bien que le biélorusse soit globalement compris par tous. La langue biélorusse reste utilisée par les Minskois opposés au régime, elle est très répandue sur les blogs. Certains migrants venus de la campagne biélorusse parlent quotidiennement le trasyanka, dialecte formé à partir des deux langues (pour un grand nombre de linguistes, ce serait un créole russe). En 1999, environ 8 000 personnes utilisaient le yiddish, soit plus de 80 % des Juifs. Généralement, les Juifs sont bilingues yiddish/russe.
La langue étrangère la plus usitée est l'anglais, dont les locuteurs sont majoritairement issus des jeunes générations. L'allemand est la deuxième, tandis que le français, l'espagnol et l'italien ne sont que très peu parlés. Avant 1941, du fait de sa proximité avec le yiddish, l'allemand était la première langue étrangère. La grande bibliothèque de Minsk, incendiée en 1944 au départ des Allemands, avait un fonds principalement constitué de livres en allemand. Entre 1941 et 1944, le fonds de livres écrits en yiddish fut détruit par les Allemands (dont des livres de théologie hébraïque).

### Religions

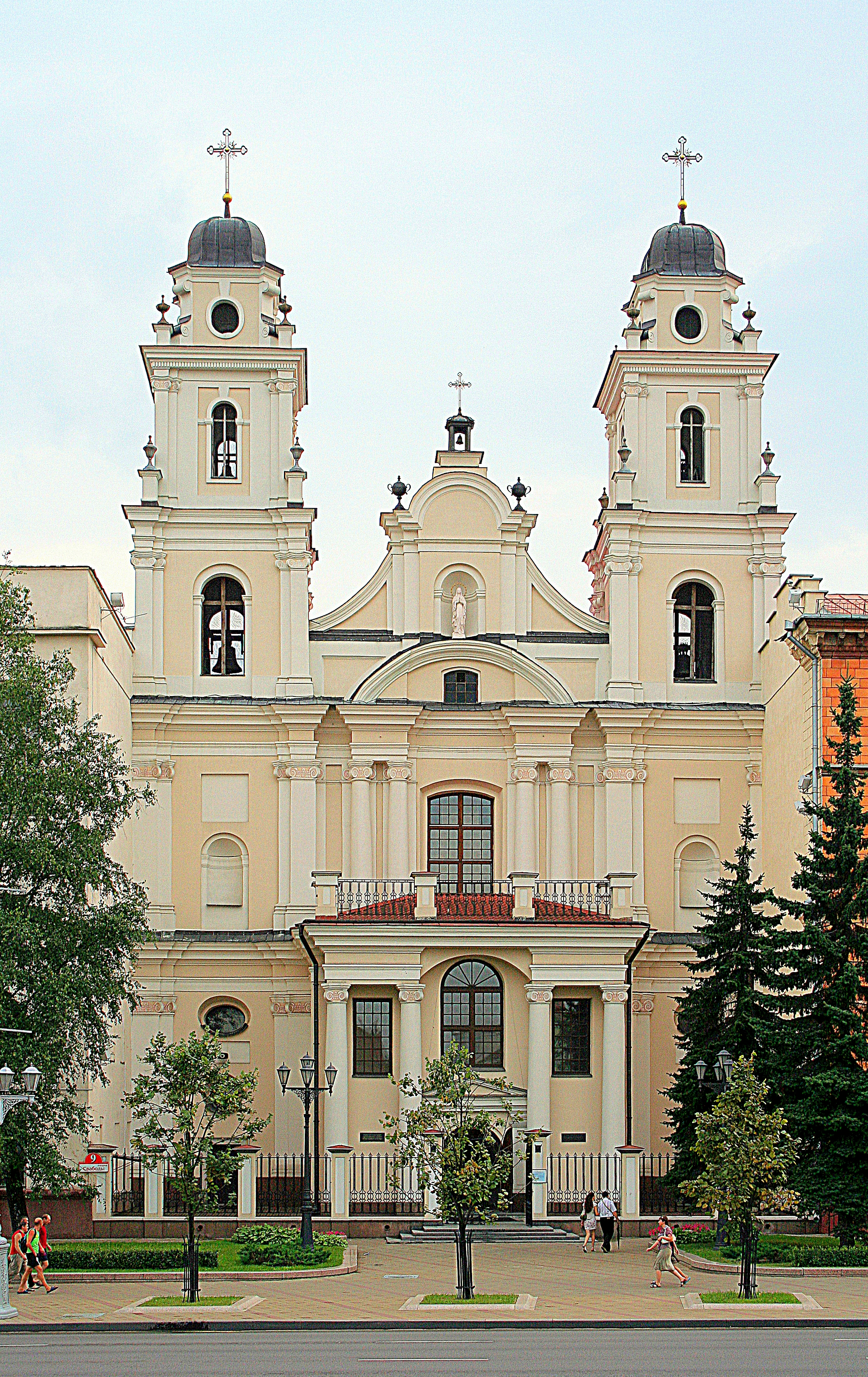
La cathédrale Sainte-Marie de Minsk

Il n'y a pas de statistiques officielles sur les religions en Biélorussie. Selon les estimations, entre 30 % et 50 % des Minskois ne pratiquent aucune religion. Ces chiffres regroupent les athées, les agnostiques, et les croyants qui ne sont attachés à aucun culte. Sur les Minskois qui pratiquent une religion, 70 % se considèrent orthodoxes, 15 à 20 % catholiques et 5 % protestants. Le nombre total de religions à Minsk s'élève à 116 (dont plusieurs dizaines de sectes).

## Administration

### La Ville de Minsk
Minsk est le siège administratif de la voblast de Minsk, mais elle n'en fait pas partie. Elle forme une entité spéciale, qui regroupe la totalité de la ville. En tant que ville à statut spécial, elle est (comme la voblast homonyme) divisée en raïons (districts), comparables à des arrondissements urbains. Le maire de Minsk est désigné par Alexandre Loukachenko.

### Districts
En 1938, Minsk fut divisée en petites unités administratives, les raïons ou districts. Ceux-ci devaient permettre une gestion plus facile de la ville, dont la population augmentait rapidement. Le 17 mars 1938, trois districts furent créés, le district Staline, le district Vorochilov et le district Kaganovitch. Minsk compte aujourd'hui 9 districts.
| Liste des districts | Carte des districts |
| --- | ------------------- |
| 1. Tsentralny, le « district du centre » 2. Savetski, nommé d'après le mot « Soviet », c'est l'ancien district Vorochilov 3. Perchamaïski, nommé d'après le Premier mai 4. Partyzanski, dont le nom rend hommage aux Partisans 5. Zavаdski, ou le « district des usines », ancien district Staline 6. Leninski, nommé en hommage à Lénine 7. Kastrytchnitski, l'ancien district Kaganovitch, renommé en souvenir de la révolution d'Octobre 8. Maskowski, nommé d'après Moscou 9. Frounzenski, nommé en hommage à Mikhaïl Frounze |                     |

### Microraïons
Minsk compte aussi des microraïons (en) ou microdistricts, qui sont en fait de petites villes-dortoirs de banlieue. La plupart sont nommés d'après d'anciens villages situés autrefois sur ces emplacements.
| - Aeradromnaïa - Akademgaradok - Angarskaïa - Aziarychtcha - Chabany - Drazdy - Drajnia - Kharkawskaïa - Kountsawchtchyna - Kourassowchtchyna - Lochytsa |  | - Malinawka - Maly Trastsianets - Masioukowchtchyna - Ouroutchtcha - Ouskhod - Ouskhodni - Pawdniovy Zakhad - Pawnotchny Pasiolak - Sérabranka - Siarova - Sokal |  | - Soukharava - Sosny - Stsiapianka - Tchyjowka - Tchyrvony Bor - Vialikaïa Sliapianka - Viasnianka - Zakhad - Zialiony Loug |

## Économie
Minsk est la capitale économique de la Biélorussie. Ses secteurs secondaire et tertiaire répondent aux besoins non seulement de la ville, mais du pays tout entier.

### Industrie

#### Historique

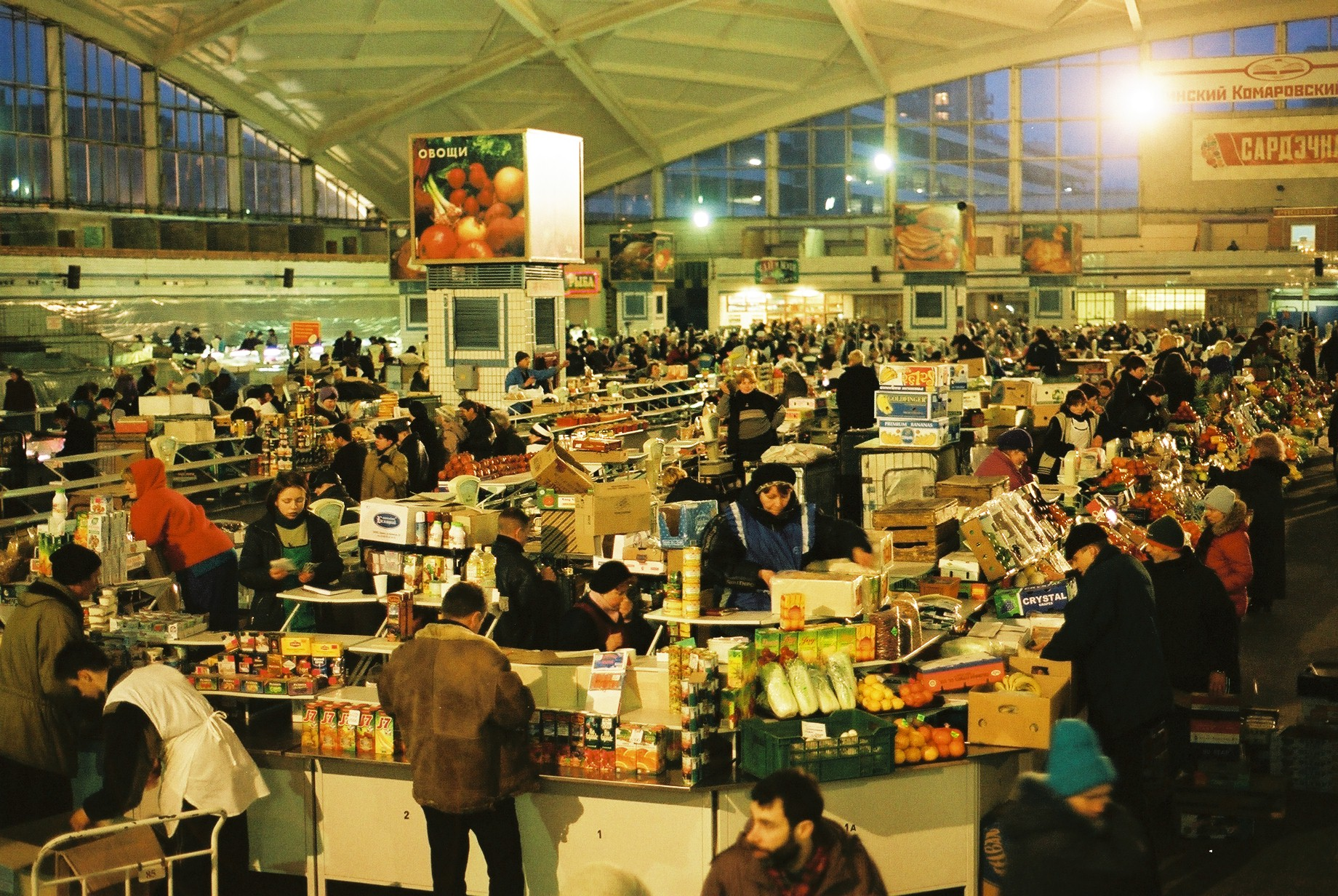
Le marché Kamarowski, le plus grand de la ville.

Minsk compte environ 300 usines, ce qui en fait le plus grand centre industriel de Biélorussie. La vocation industrielle de la ville naquit pendant les années 1860, elle fut dopée par le chemin de fer, apparu dans les années 1870. Les installations avaient été gravement endommagées durant la Première Guerre mondiale et la Seconde, mais l'économie fut rapidement rétablie dans les années 1950.
Minsk devint alors un grand centre de l'industrie mécanique et de l'électroménager. La ville se spécialisa dans la production de camions, tracteurs, matériel optique, réfrigérateurs, postes de radio et de télévision, montres, vélos… Minsk possédait aussi des filatures, des usines de matériel de construction, d'agroalimentaire et des imprimeries.

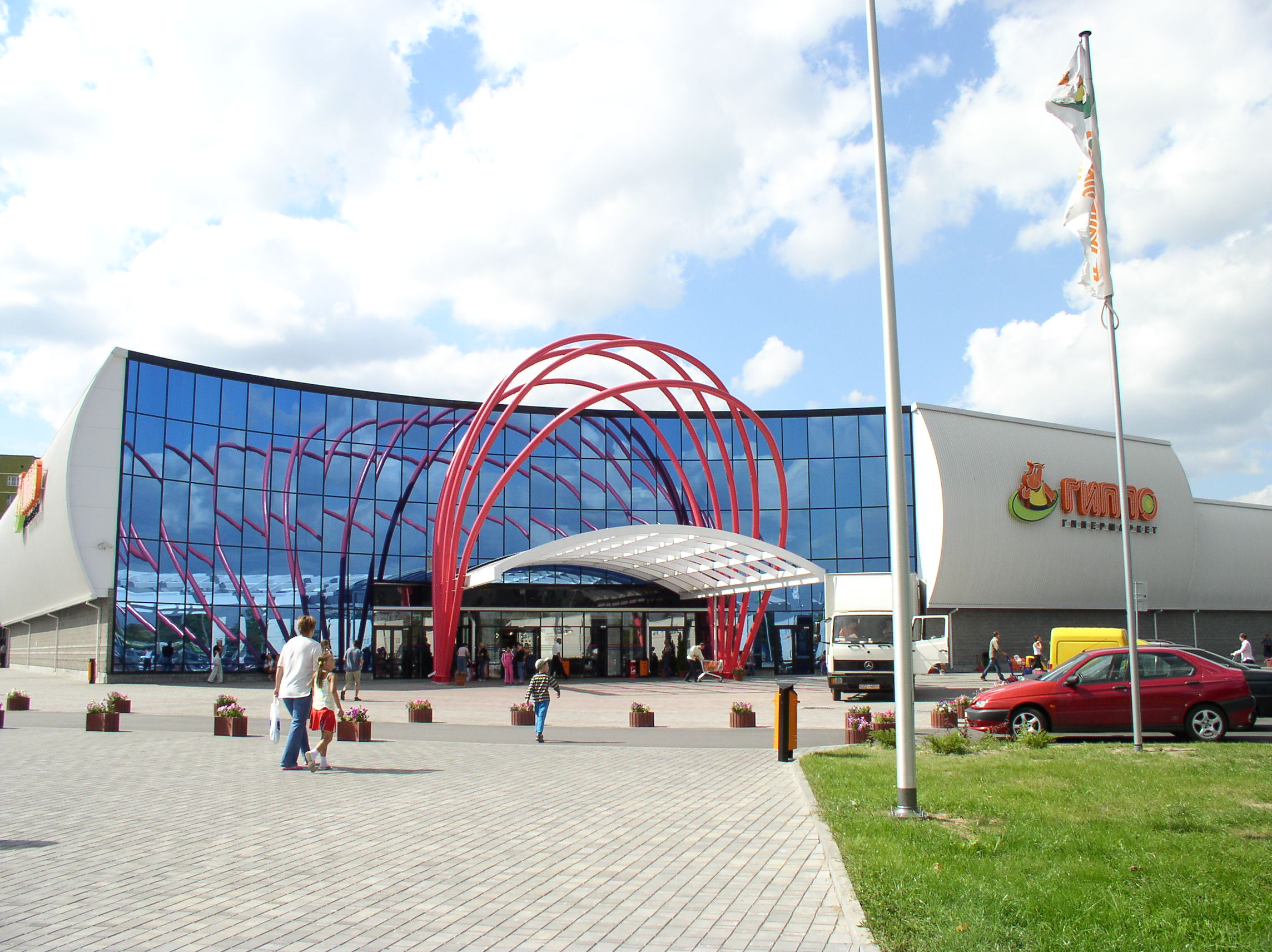
Un hypermarché de Minsk

Après la dislocation de l'Union soviétique, l'industrie minskoise, qui vendait ses productions dans toute l'URSS, fut gravement affectée par le passage à l'économie de marché et la perte de ses anciens débouchés. Par la politique keynésienne mise en place par le gouvernement d'Alexandre Loukachenko après 1995, l'industrie lourde fut relancée. Contrairement à beaucoup de villes d'Europe orientale, Minsk ne perdit pas beaucoup d'usines et 40 % des actifs minskois sont encore employés dans l'industrie. Soixante pour cent des produits fabriqués à Minsk sont exportés, surtout vers la Russie ou d'autres États de la Communauté des États indépendants. Néanmoins, l'industrie minskoise est peu compétitive à l'échelle mondiale, en raison principalement de sa vétusté.

#### Minski Traktarny Zavod

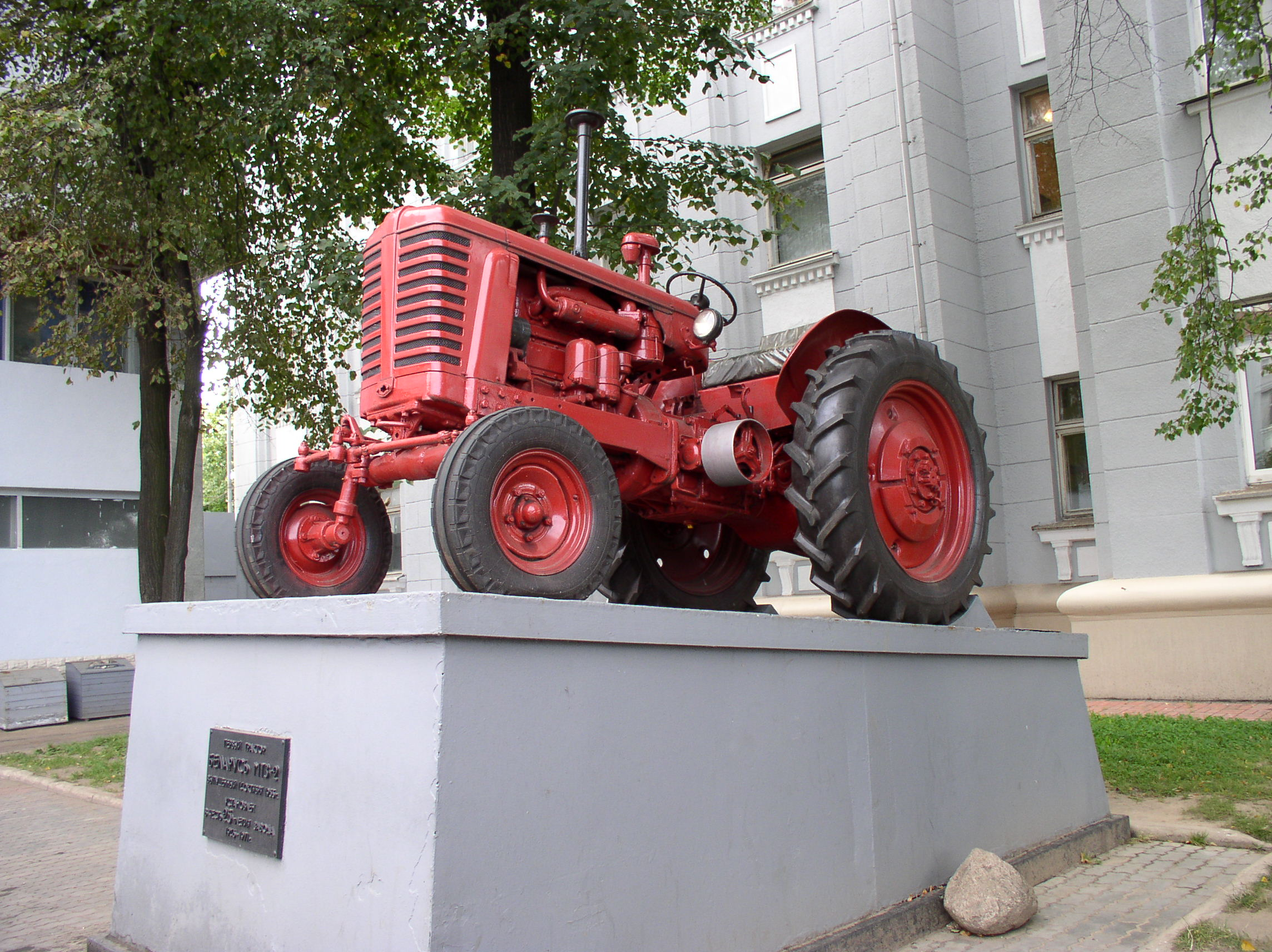
Le MTZ-2, premier tracteur fabriqué à Minsk

L'entreprise Minski Traktorny Zavod ou MTZ (en biélorusse : Мі́нскі тра́ктарны заво́д ou МТЗ) est une des plus grandes et sans doute la plus réputée des entreprises biélorusses. Elle est spécialisée dans la production de tracteurs. Ses usines se trouvent principalement à Minsk, mais il existe aussi des succursales en province.
Établie le 29 mai 1946, l'entreprise devait participer à la reprise de la vie économique de Minsk après la guerre. Le premier tracteur, le MTZ-2, sortit d'usine le 14 octobre 1953.
L'usine employait 20 000 ouvriers en 2005, et produisait 62 modèles de tracteurs, dont les plus connus, les Belarus, à quatre roues. En 1995, 3 millions de véhicules ont été fabriqués par la MTZ, ce qui en fait le premier producteur de tracteurs de la Communauté des États indépendants. Depuis 2000, ils sont certifiés conformes aux normes de l'Union européenne.

## Transports

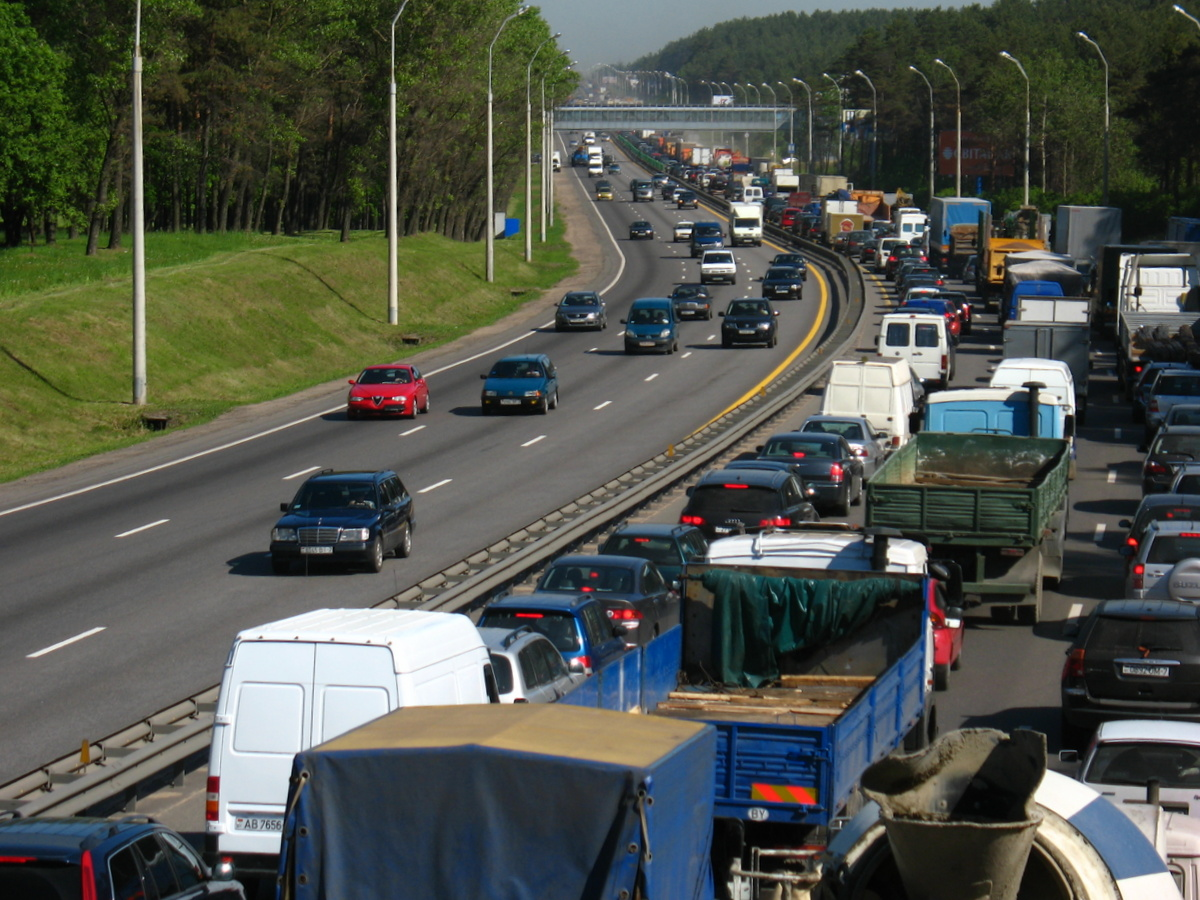
Périphérique de Minsk en 2012.

### Routes
Minsk est au bord de l'autoroute M1/E30, qui relie Berlin à Moscou. Le périphérique de la ville est relié à cette autoroute par un tronçon de la E271 qui relie Klaipėda, en Lituanie, à Gomel, en Biélorussie. Le périphérique encercle la presque totalité de la superficie de Minsk et des zones urbanisées. D'autres axes, reliant Minsk aux principales villes de Biélorussie, viennent se raccorder au périphérique, puis se prolongent jusqu'au centre-ville sous forme de larges boulevards.
Minsk est régulièrement reliée aux capitales et grandes villes voisines par des autocars.

### Transports en commun

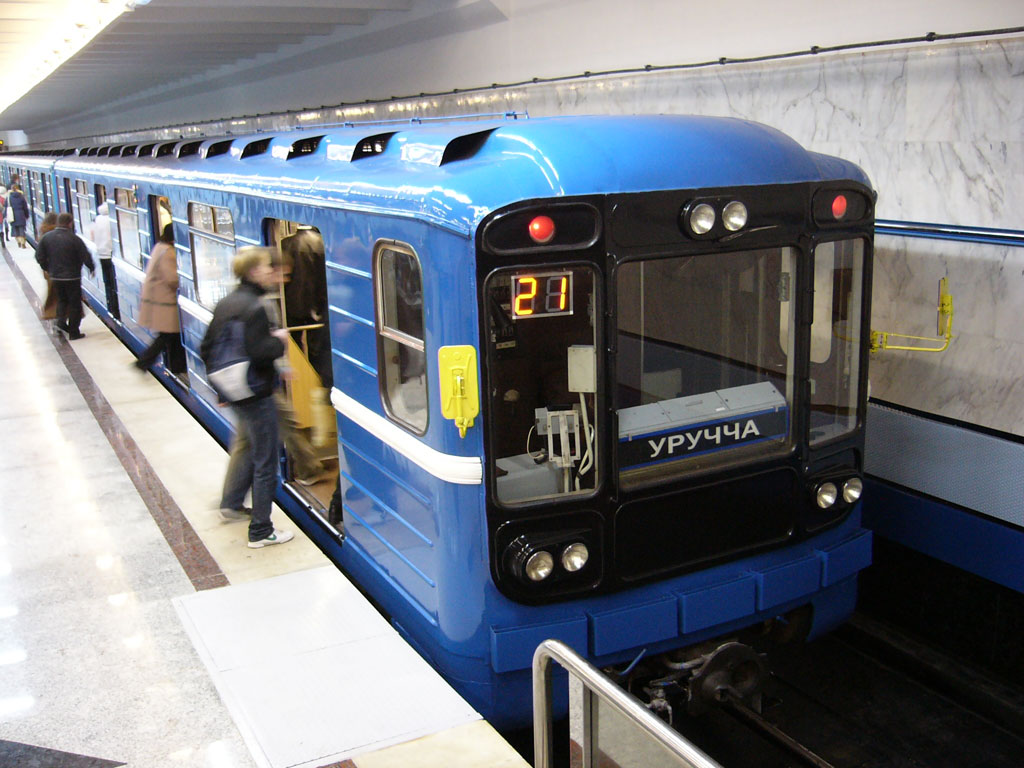
Le métro de Minsk.

Minsk est la seule ville de Biélorussie à disposer d'un réseau de métro. Celui-ci, construit à partir de 1977, a ouvert sa première ligne en 1984. Depuis, la première ligne a donné naissance à deux nouvelles, longues de 12,2 et de 18,1 kilomètres. La plus courte bénéficie de travaux d'agrandissement, et elle devrait bientôt gagner 5,2 kilomètres et 5 stations. Une autre ligne est en projet, les travaux devaient débuter en 2011, et les premières stations être inaugurées avant 2020. Le réseau comprend actuellement en tout 25,4 kilomètres de lignes et 20 stations. Chaque jour, 800 000 passagers l'empruntent, et les rames se succèdent toutes les 2 minutes aux heures de pointe.
Ces lignes de métro sont complétées par un dense réseau de lignes de bus et de tramways. Le tramway de Minsk compte huit lignes, pour un total de 123 kilomètres de voies.

### Chemins de fer
Minsk est le nœud ferroviaire le plus important de Biélorussie. La ville est en effet située à la jonction de la ligne reliant Moscou à Varsovie et de la ligne reliant Liepaja, en Lettonie, à Romny, en Ukraine.
Les deux lignes se croisent en gare de Minsk-Passajyrski, la plus grande gare de la ville, dont l'histoire reflète celle de la cité. Bâtie une première fois en bois en 1873, puis reconstruite en pierre en 1890, elle fut entièrement détruite pendant la Seconde Guerre mondiale. Le nouvel édifice, construit de 1945 à 1946, servit jusqu'en 1991, puis fut remplacé par une gare plus moderne, qui a pu être achevée en 2002, après des difficultés financières. Des gares plus petites sont en projet; elles pourraient voir le jour vers 2020.

### Transport aérien
Le premier aéroport de la ville, le Minsk-1, fut ouvert en 1934, à quelques kilomètres du centre historique. Il devint aéroport international en 1955, et était utilisé par plus d'un million de passagers en 1970. Relayé en 1982 par un plus grand aéroport, situé à 42 kilomètres à l'est de la ville, il sert désormais à assurer des liaisons nationales, et relie aussi Minsk à Kaliningrad, Moscou et Kiev. Sa fermeture est envisagée, à cause des nuisances sonores; le site pourrait être aménagé en complexe résidentiel et commercial.
Le nouvel Aéroport International de Minsk relie Minsk à de nombreux pays européens : Autriche, Allemagne, France, Royaume-Uni...

## Équipements

### Espaces culturels et de divertissement

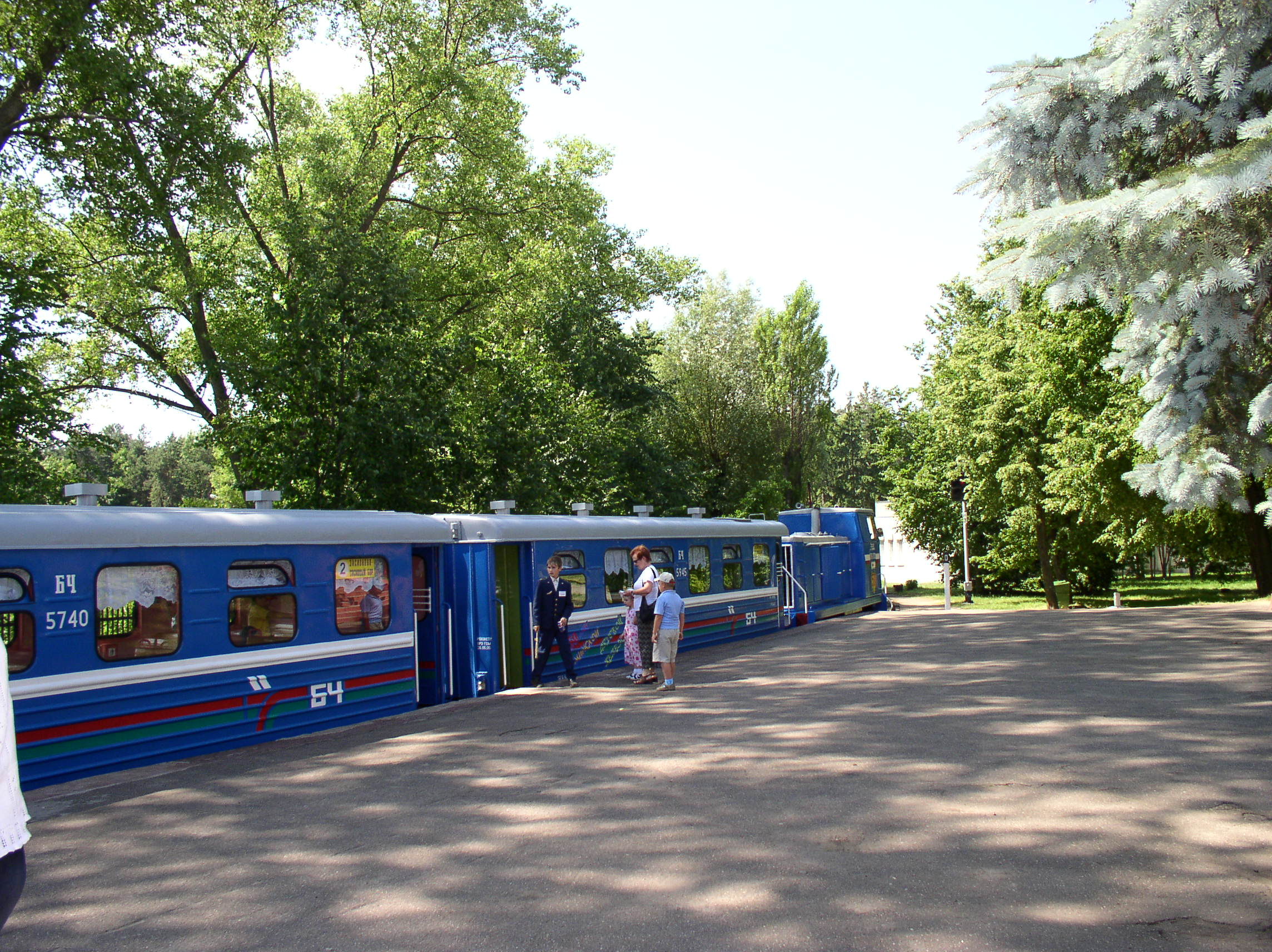
La voie ferrée réservée aux enfants

Minsk compte 11 théâtres, un cirque, 16 musées, 20 cinémas et 139 bibliothèques. La richesse culturelle de la ville est, dans une large mesure, un héritage de l'époque soviétique ; rendre la culture accessible à tous était alors jugé comme un pilier du progrès de la société.
Le plus grand musée de Minsk et de Biélorussie est le musée national des Beaux-Arts, qui regroupe de riches collections d'art biélorusse, russe, occidental et oriental.
Le musée national de l'Histoire de Biélorussie existe depuis 1957. Il regroupe la plus grande collection au monde d'objets anciens biélorusses. Il conserve notamment des monnaies anciennes, des costumes du passé ou encore des objets préhistoriques trouvés lors de fouilles.
Le musée d'Histoire de la Grande Guerre nationale de Biélorussie, qui relate l'héroïsme biélorusse lors de la Seconde Guerre mondiale, jouit également d'une certaine notoriété C'est l'un des plus grands musées de guerre au monde.
D'autres musées sont consacrés à l'art contemporain, l'ethnologie, la littérature…

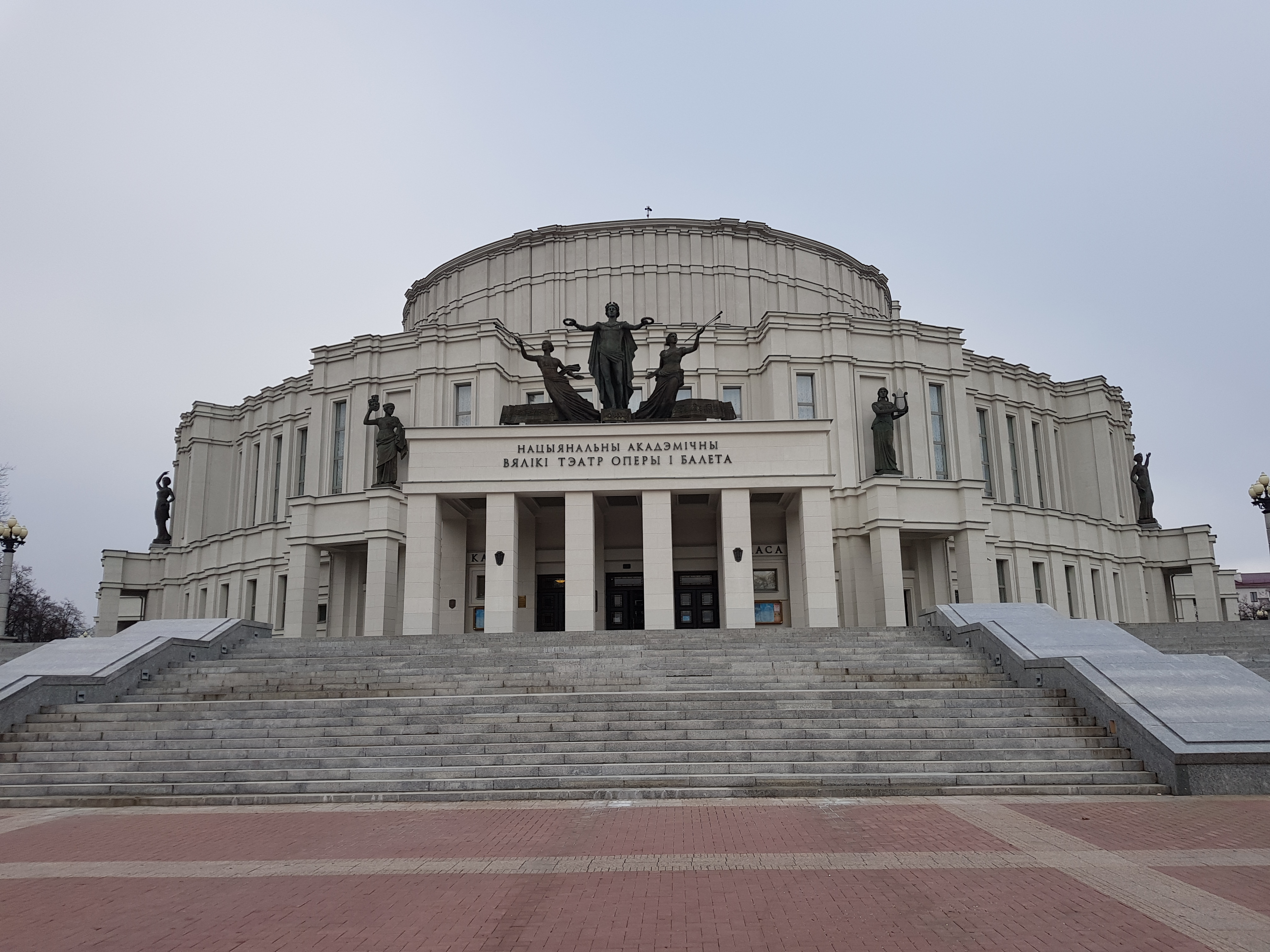
Opéra de Minsk : l'entrée principale

Minsk possède un grandiose et prestigieux théâtre national d'opéra et de ballet programmant tout le répertoire classique ainsi que des œuvres contemporaines.
La bibliothèque nationale de Biélorussie, la plus grande du pays, existe depuis 1922. Après avoir changé plusieurs fois de locaux, elle est installée depuis 2006 dans une construction à l'architecture contemporaine. Elle conserve aujourd'hui plus de 3 millions d'ouvrages.
Les nombreux et vastes parcs minskois permettent la pratique de sports et de jeux, comme le Parc des Chelyuskinites, vaste de 78 hectares, qui contient une voie ferrée pour les enfants.

### Sports
Le Stade Dinamo de Minsk est le plus grand stade de Minsk. Aux usages variés, il sert surtout aux matches de football et est le lieu d'entraînement du FK Dynamo Minsk. Construit en 1934, endommagé pendant la Seconde Guerre mondiale, il a été reconstruit en 1954 et a une capacité de 41 040 places. Il a accueilli des matches de football des Jeux olympiques de Moscou en 1980.
Depuis le début des années 1920, le moto-ball est également un sport très important, non seulement à Minsk, mais dans toute la Biélorussie. La société minskoise Motovelo fabriquait jusqu'aux années 2003-2004 des motos de route et de moto-ball de 250 cm3 vendues sous le nom de Minsk, mais ces machines n'étaient pas d'une qualité exceptionnelle et les moteurs cassaient souvent. Depuis les alentours de 2001, les motos de moto-ball utilisées avec grand succès par les différents clubs et l'équipe nationale de Biélorussie pour le championnat d'Europe de moto-ball sont des motos de marque Gas Gas de fabrication espagnole dont la conception et la commercialisation sont effectuées par une petite société française du Puy-en-Velay. La société d'état DOSAAF, qui gère en Biélorussie les sports mécaniques, s'occupe très activement de l'organisation de ces compétitions. En règle générale, le moto-ball est un sport très populaire dans les pays de l'Est (Russie, Biélorussie, Ukraine et Lituanie).
En 2014, la ville a accueilli le Championnat du monde de hockey sur glace, puis cinq ans plus tard, les Jeux européens.

#### Principaux clubs de la ville
Football
Première division :
- Energetik-BDU Minsk
- FK Dinamo Minsk
- FK Luch Minsk
- FK Minsk
- FK Torpedo Minsk

Hockey sur glace
- HK Dinamo Minsk (Ligue continentale de hockey)
- HK Iounost Minsk (Ekstraliga)
- Keramin Minsk (Ekstraliga)

Handball
Première division : 
- SKA Minsk
- HC Dinamo Minsk
- Arkatron Minsk
- HC Victoria Regia
- SKAF RSHVSM Minsk

#### Principaux clubs disparus de la ville
Football
- FK Ataka Minsk (disparu en 1998)

Hockey sur glace
- Tivali Minsk (disparu en 2001)

#### Infrastructures sportives
- Le Stade Dinamo est un stade omnisports aux usages variés. Bien qu'il comprenne une piste d'athlétisme, il sert essentiellement aux rencontres de football du prestigieux FK Dynamo Minsk et de l'Équipe Nationale.

C'est le plus grand stade du pays avec 41 040 places. Il a accueilli des matchs de Football des jeux Olympiques de 1980, il est également le domicile du prestigieux BATE Borisov lors des matchs en coupe d'Europe.
- La Minsk-Arena est la salle omnisports où ont essentiellement lieu les matchs du HK Dinamo Minsk mais également ceux de l'Équipe Nationale de hockey sur glace.

Ce complexe sportif peut contenir 15 086 personnes et comprend également le Vélodrome Minsk-Arena qui a, quant à lui, une capacité de 2000 spectateurs. Ce complexe a accueilli de nombreux événement tels que le 2e Match des étoiles de la Ligue continentale de hockey, le 30 janvier 2010, la finale du Concours Eurovision de la chanson junior 2010, le 20 novembre 2010, les Championnats d'Europe de cyclisme sur piste 2009, les championnats du monde de cyclisme sur piste 2013 et le Championnat du monde de hockey sur glace 2014.
- Le palais des sports de Minsk est la deuxième salle omnisports de la ville, hébergeant notamment l'équipe de hockey sur glace du HK Dinamo Minsk de la Ligue continentale de hockey. La patinoire a une capacité de 3 311 spectateurs. Même si la Minsk-Arena a été ouverte en 2009, il est toujours utilisé par le HK Dinamo Minsk.

### Éducation

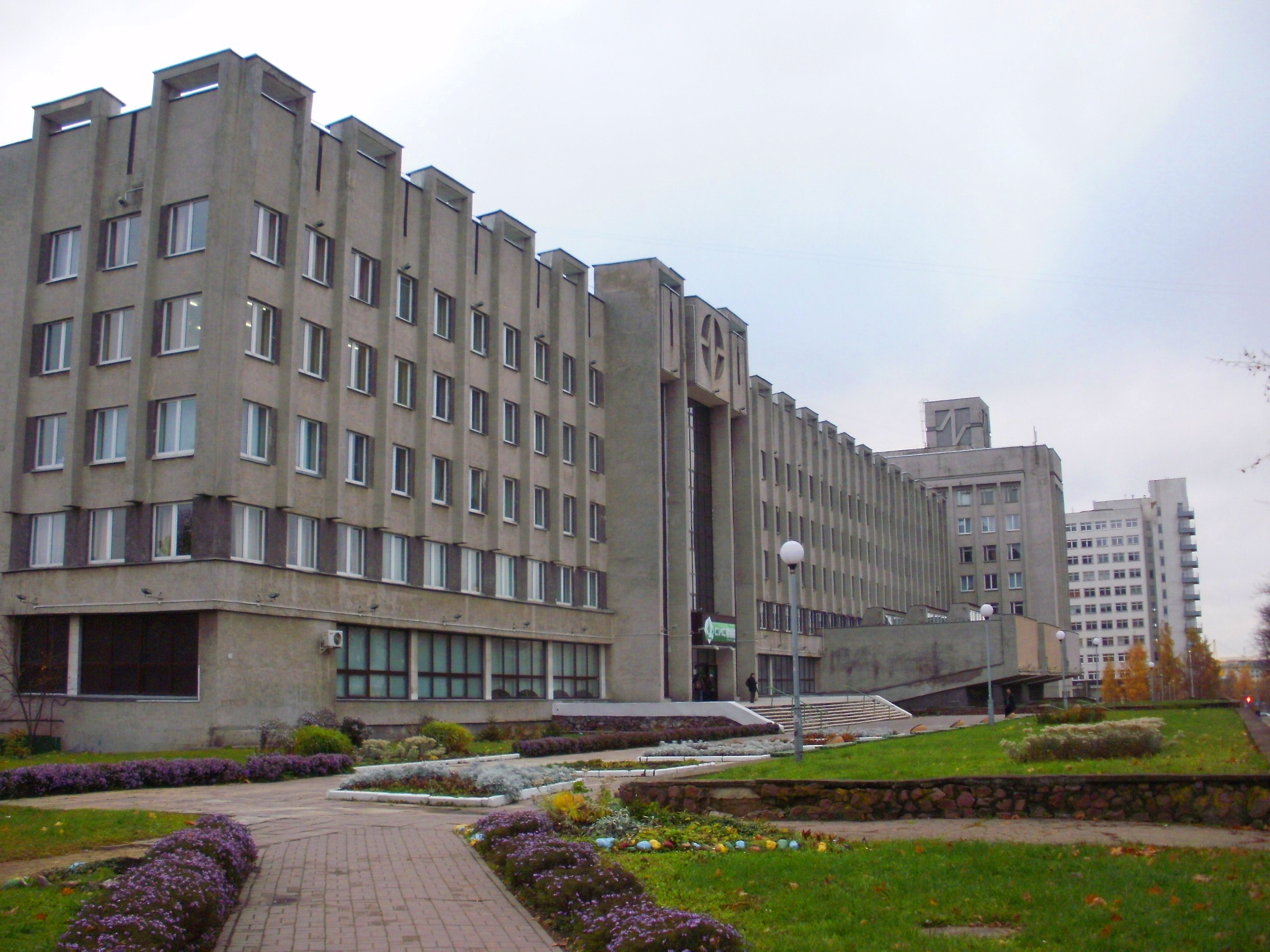
Bâtiment de l'Université d'État de Bélarus d'informatique et de radioélectronique.

Minsk est la ville la plus riche en écoles et universités de Biélorussie. La ville possède plus de 500 écoles maternelles, 258 établissements d'enseignement primaire et secondaire, 22 établissements techniques et professionnels et 29 institutions d'enseignement supérieur, dont 21 sont des institutions d'enseignement supérieur nationales. Deux universités minskoises, Université d'État biélorusse et l’Université nationale technique de la Biélorussie, font partie du classement mondial QS World University Rating 2018, étant classés 334 et 751+, respectivement.

## Lieux et monuments

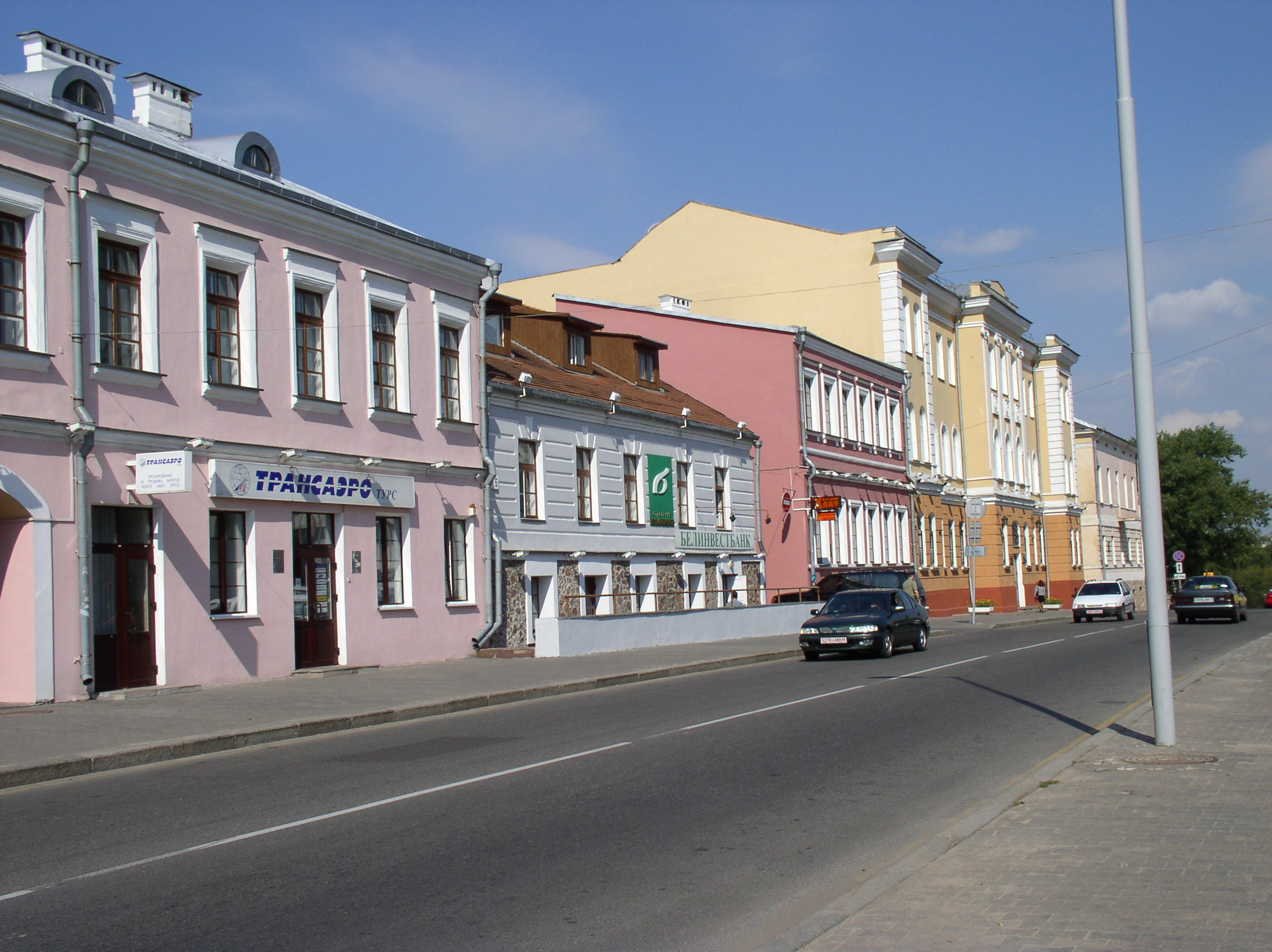
Immeubles anciens le long de la rue Internationale

À cause des bombardements sévères et des combats qui se déroulèrent à Minsk pendant les deux guerres mondiales, la ville conserve peu de traces de son Histoire ancienne. Les principaux monuments antérieurs à 1945 sont des églises, généralement très rénovées, il reste néanmoins quelques vieilles maisons et immeubles, concentrés dans la ville haute. La colline de la Victoire commémore l'héroïsme des Biélorusses contre les nazis pendant la Seconde Guerre mondiale.

### Vieille ville
La ville haute, c'est-à-dire le centre-ville, regroupe les grands immeubles administratifs, les églises anciennes, mais, surtout, abrite le seul quartier qui soit resté intact pendant la Seconde Guerre mondiale. Ce quartier, le Faubourg de la Trinité (en biélorusse Траецкае прадмесьце, en russe Троицкое предместье), fut activement rénové au cours des années 1990, il est devenu un des endroits les plus estimés de la ville. Les maisons typiques, aux couleurs variées, se reflètent dans les eaux de la Svislotch. Dans ce quartier se trouve la maison natale de l'écrivain Maxime Bahdanovitch, aujourd'hui transformée en musée.
Non loin de là se trouve l'hôtel de Ville, copie fidèle de l'édifice du XIXe siècle détruit pendant la guerre. Le bâtiment actuel fut achevé en 2003. Dans la ville haute, on peut aussi voir, très rénovée, la seule maison en bois de Minsk qui ait survécu aux guerres. Elle avait accueilli le premier congrès du Parti ouvrier social-démocrate de Russie en 1898, un musée y est aujourd'hui installé.

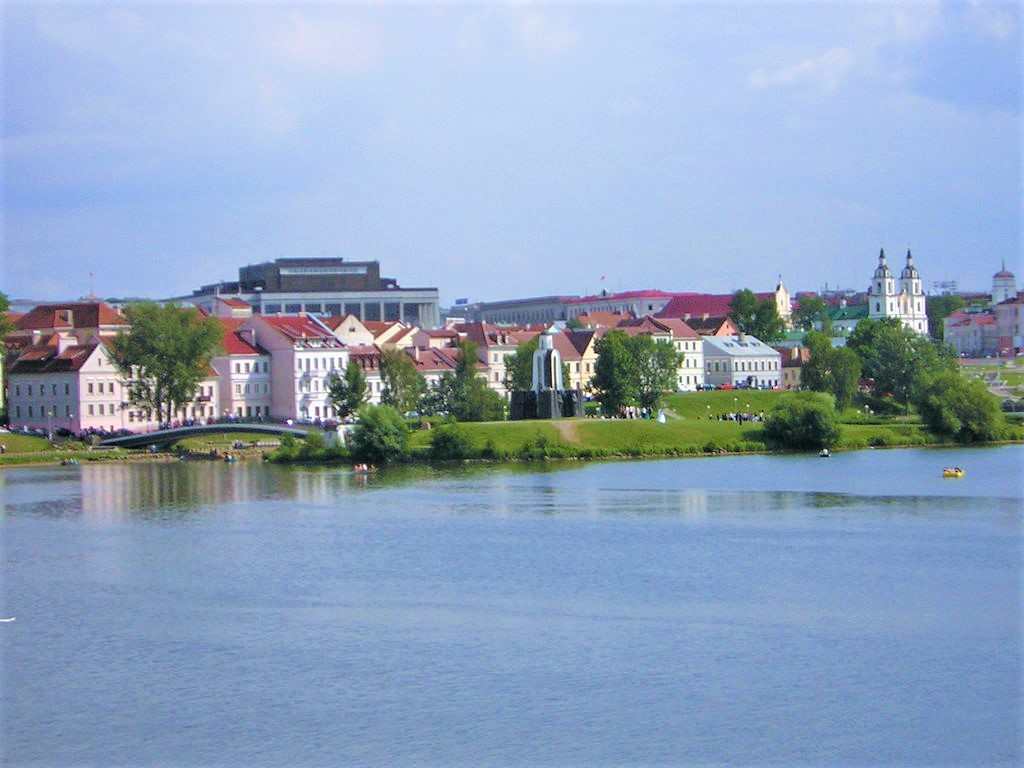
Le Faubourg de la Trinité et la Svislotch
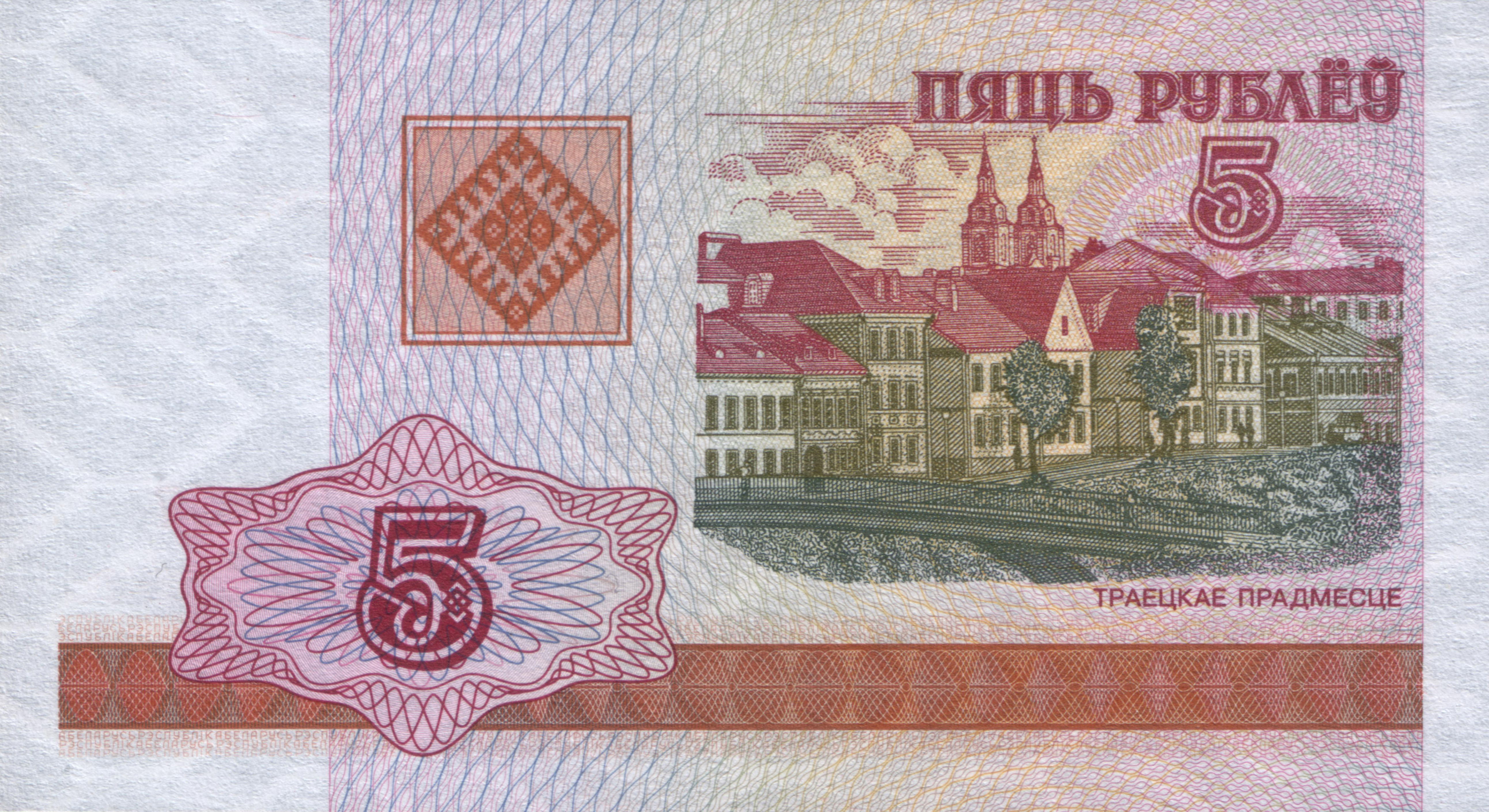
Le Faubourg de la Trinité sur un billet biélorusse de 2000
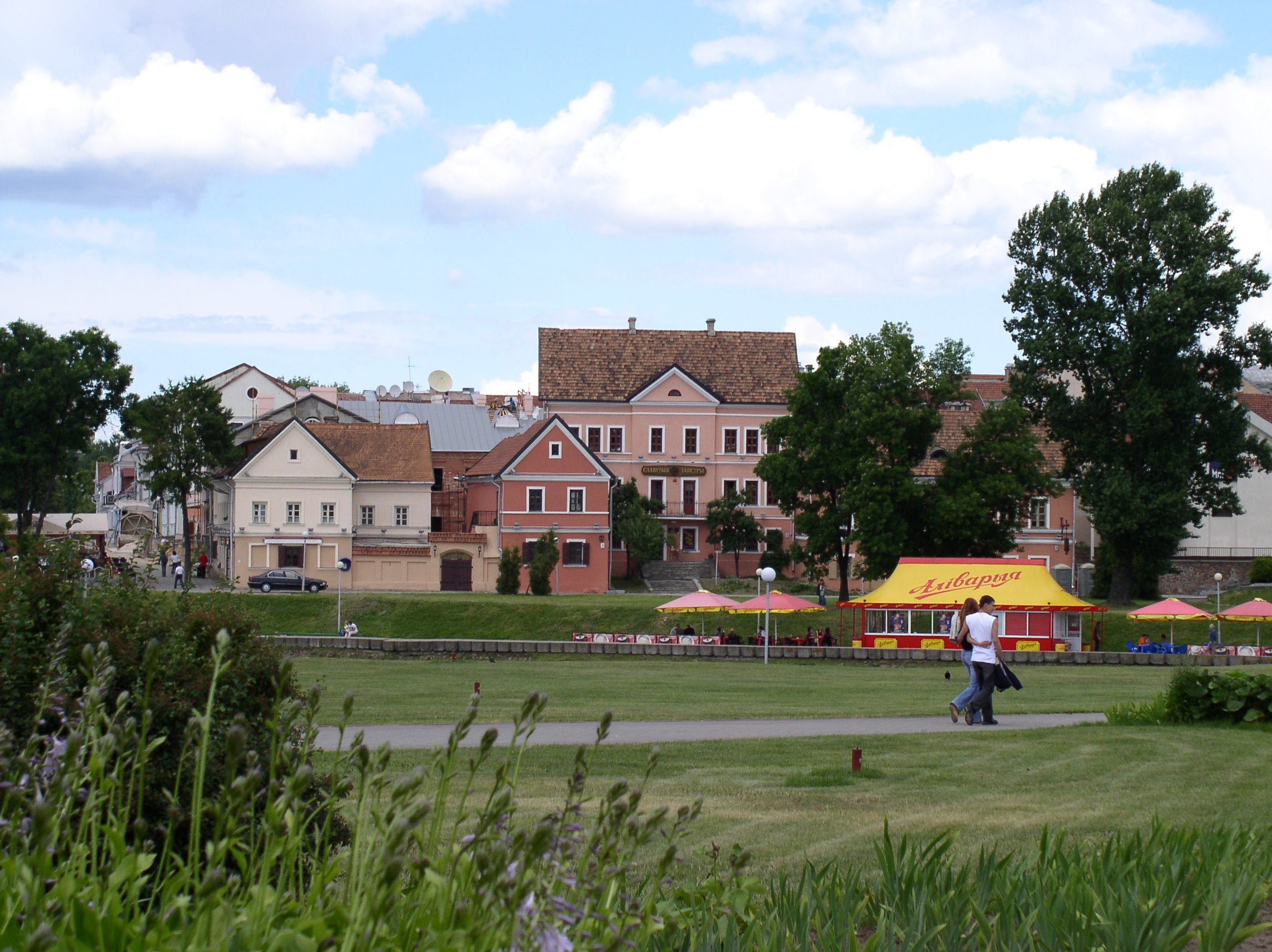
Le Faubourg de la Trinité
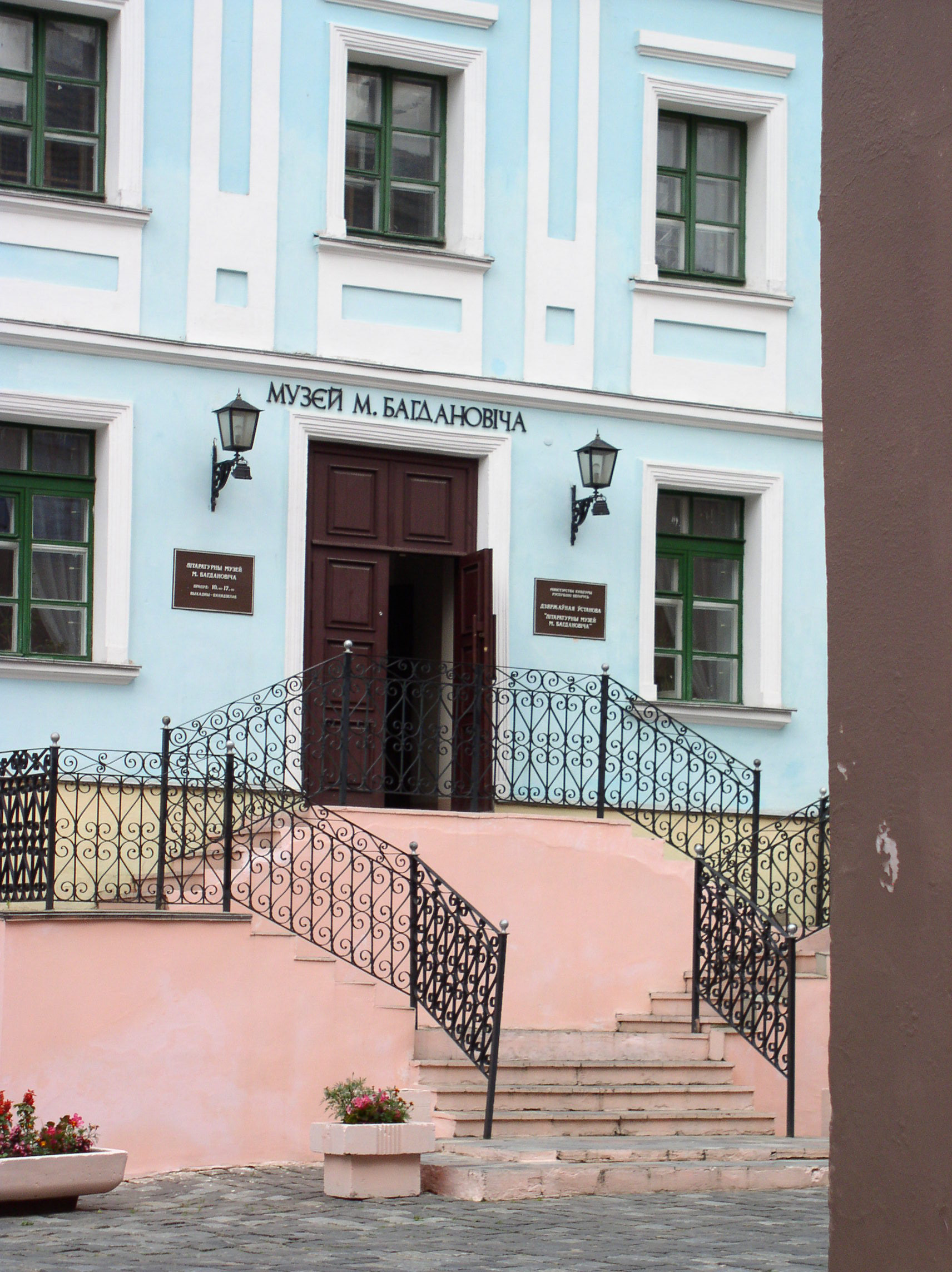
Le musée Maxime Bogdanovitch
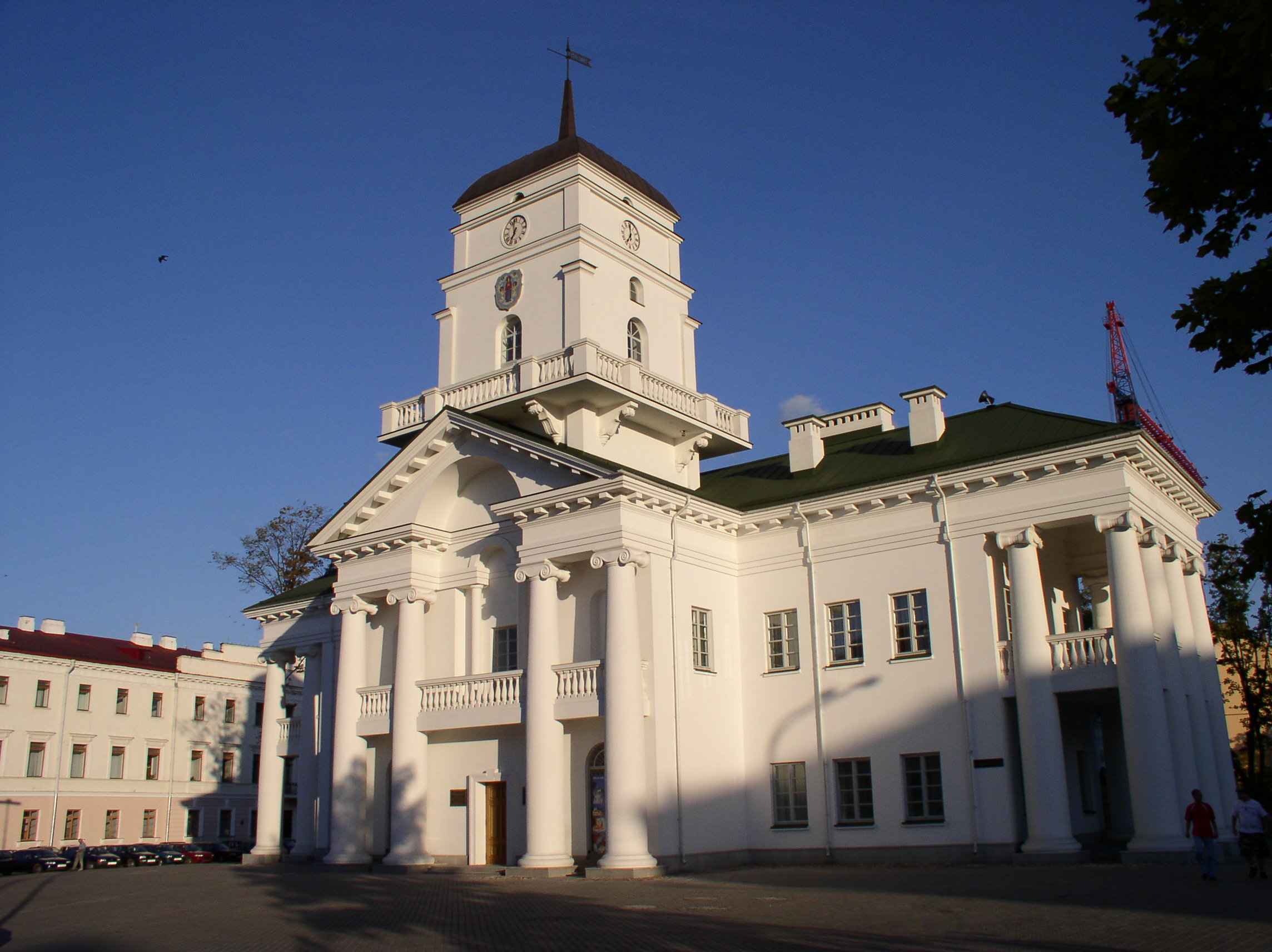
L'Hôtel de Ville
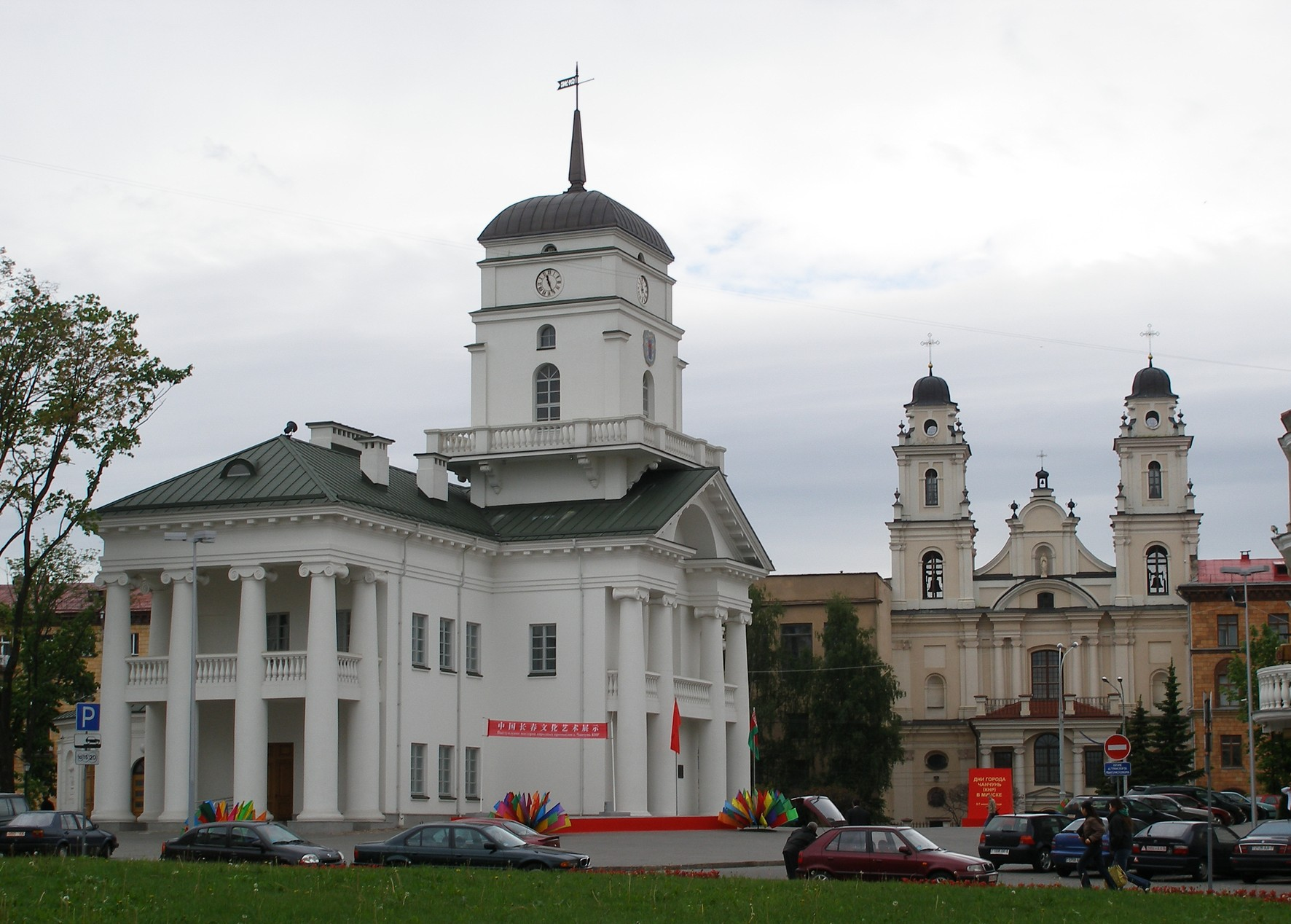
L'Hôtel de Ville et la cathédrale Sainte-Marie
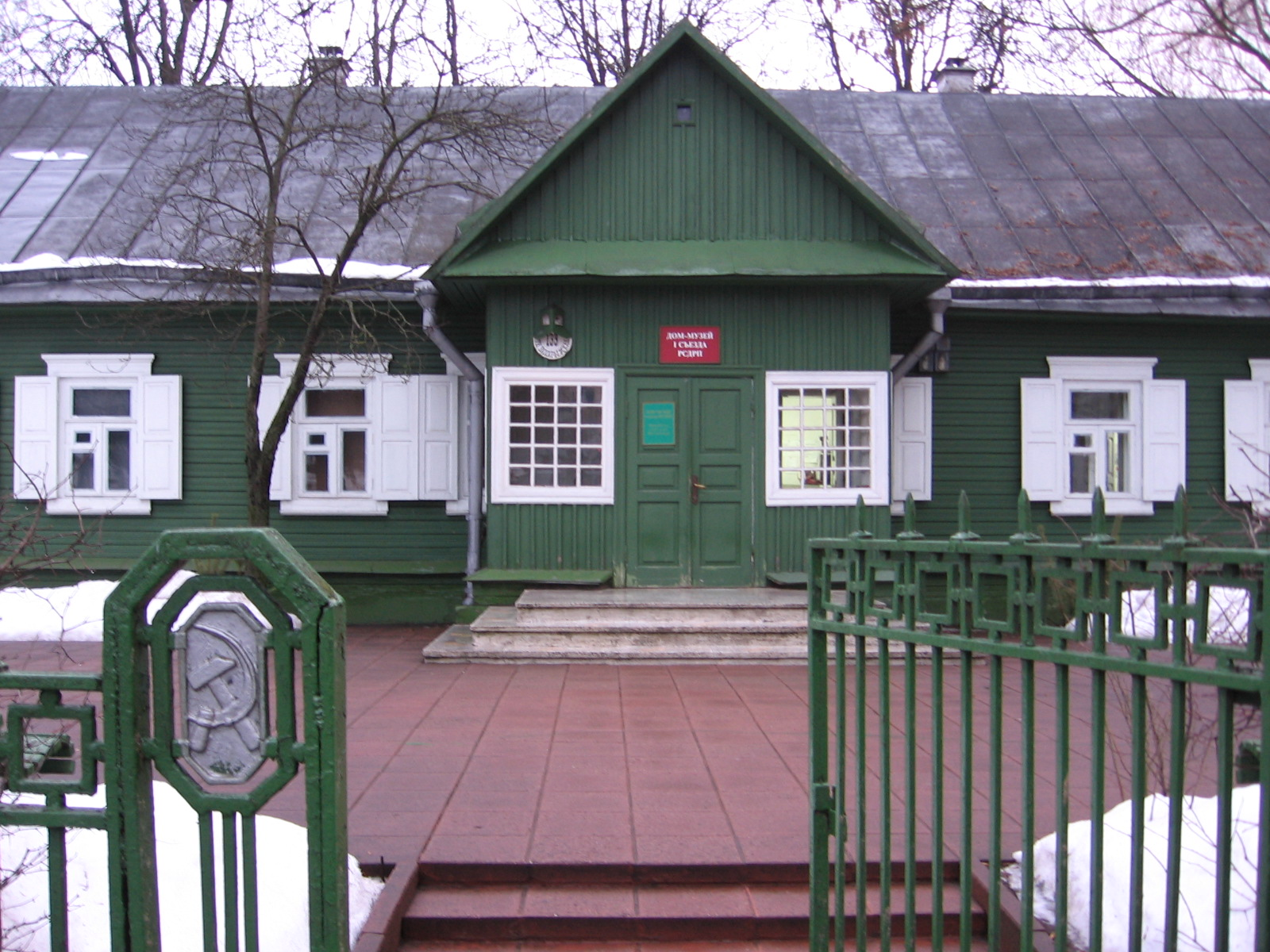
Maison du congrès du POSDR
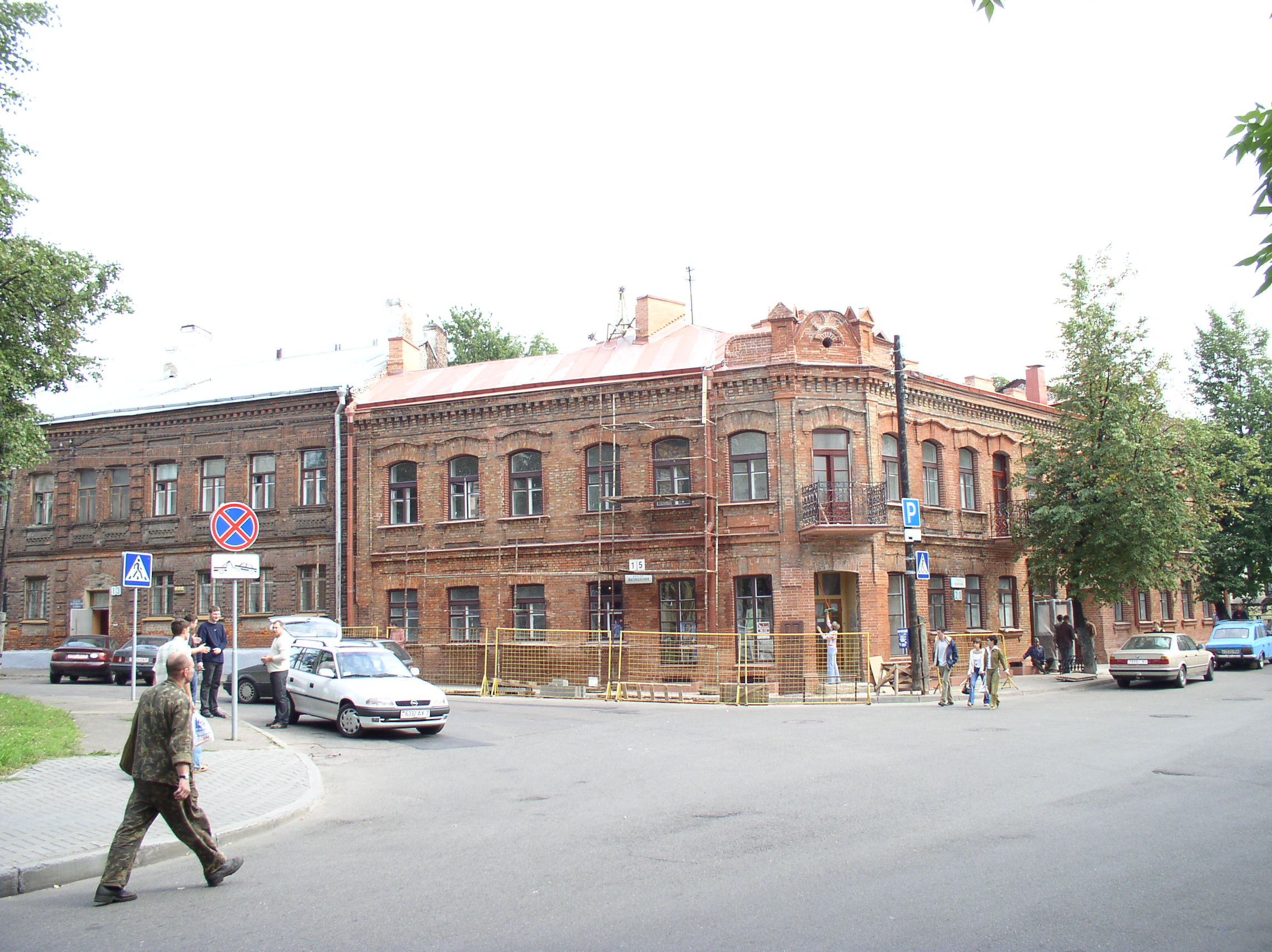
Maison de briques en rénovation

### Églises

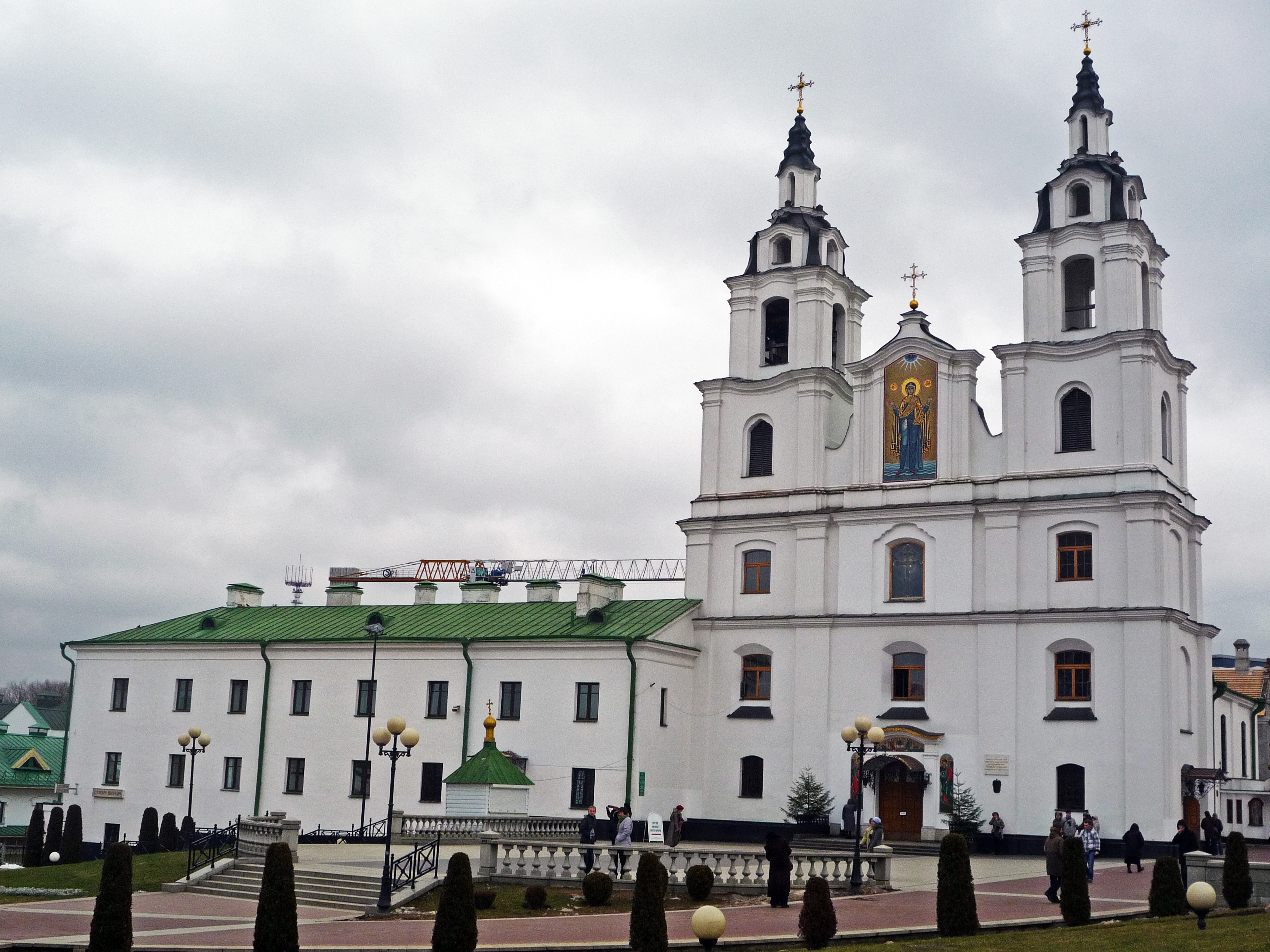
La cathédrale du Saint-Esprit

- Une des plus anciennes églises de Minsk est la cathédrale du Saint-Esprit, anciennement attachée au couvent des Bernardins. L'édifice fut construit de 1642 à 1687, dans le style baroque, il a été restauré de 1741 à 1746, et en 1869.
- Également bâties au XVIIe siècle, les églises fortifiées Saint-Pierre et Saint-Paul ont été récemment restaurées. Non loin se trouve l'église Saint-Joseph, construite de 1644 à 1652, restaurée en 1983.
- La cathédrale Sainte-Marie fut construite par les jésuites, de 1700 à 1710. L'édifice fut restauré en 1951 et en 1997, il se trouve aujourd'hui sur la place de la Liberté.
- L'impressionnante église catholique Saint-Siméon-et-Sainte-Hélène, appelée plus couramment l'église Rouge, fut construite de 1906 à 1910, financée par une famille de la noblesse biélorusse après la mort de deux de leurs enfants en bas âge[21].
- L'église de Tous-les-Saints a été construite entre 2006 et 2008.
- De nombreuses autres églises ponctuent les rues de Minsk; certaines, pour la plupart orthodoxes, ont été construites après 1991.

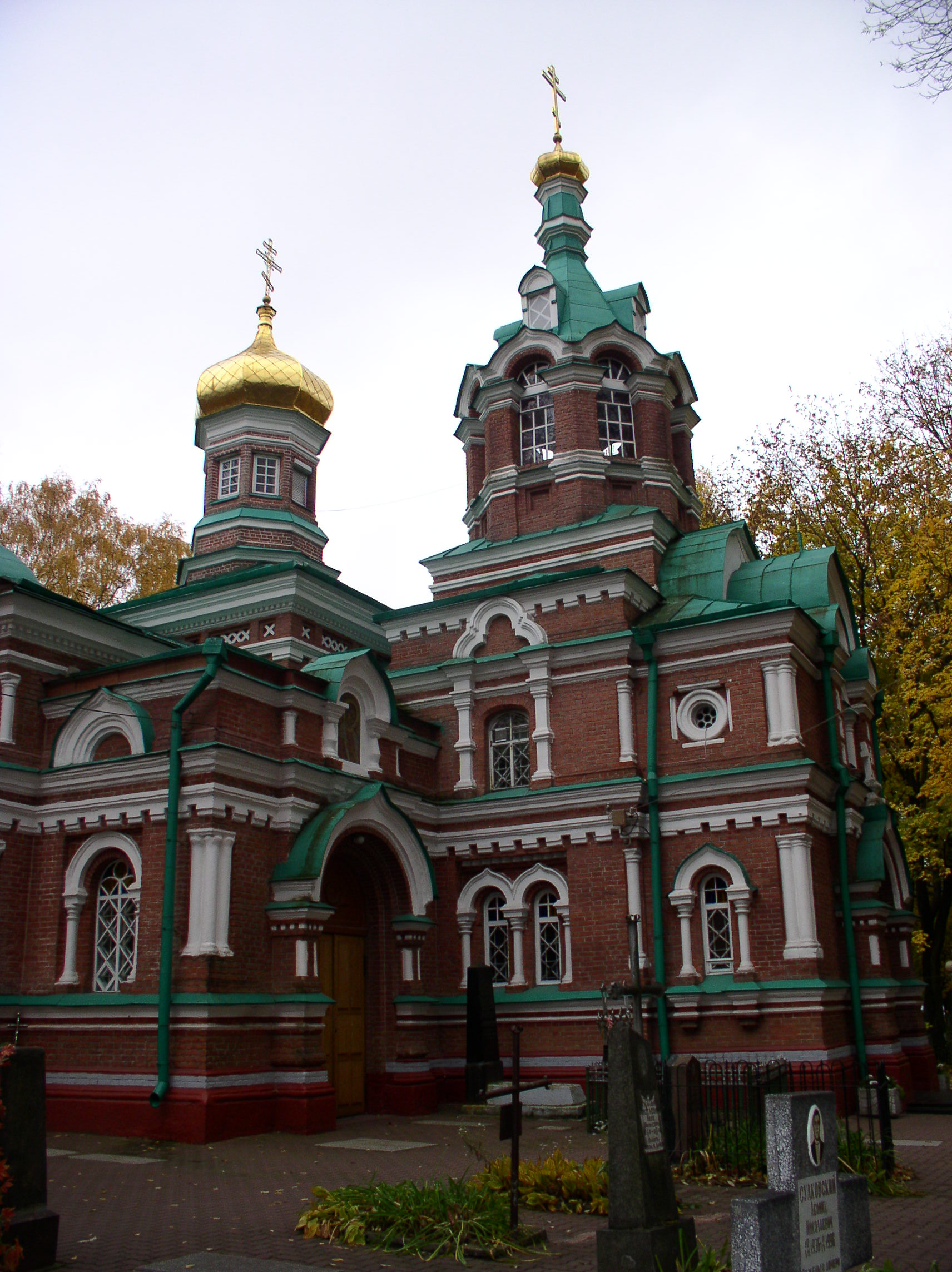
Église orthodoxe Saint-Alexandre Nevski
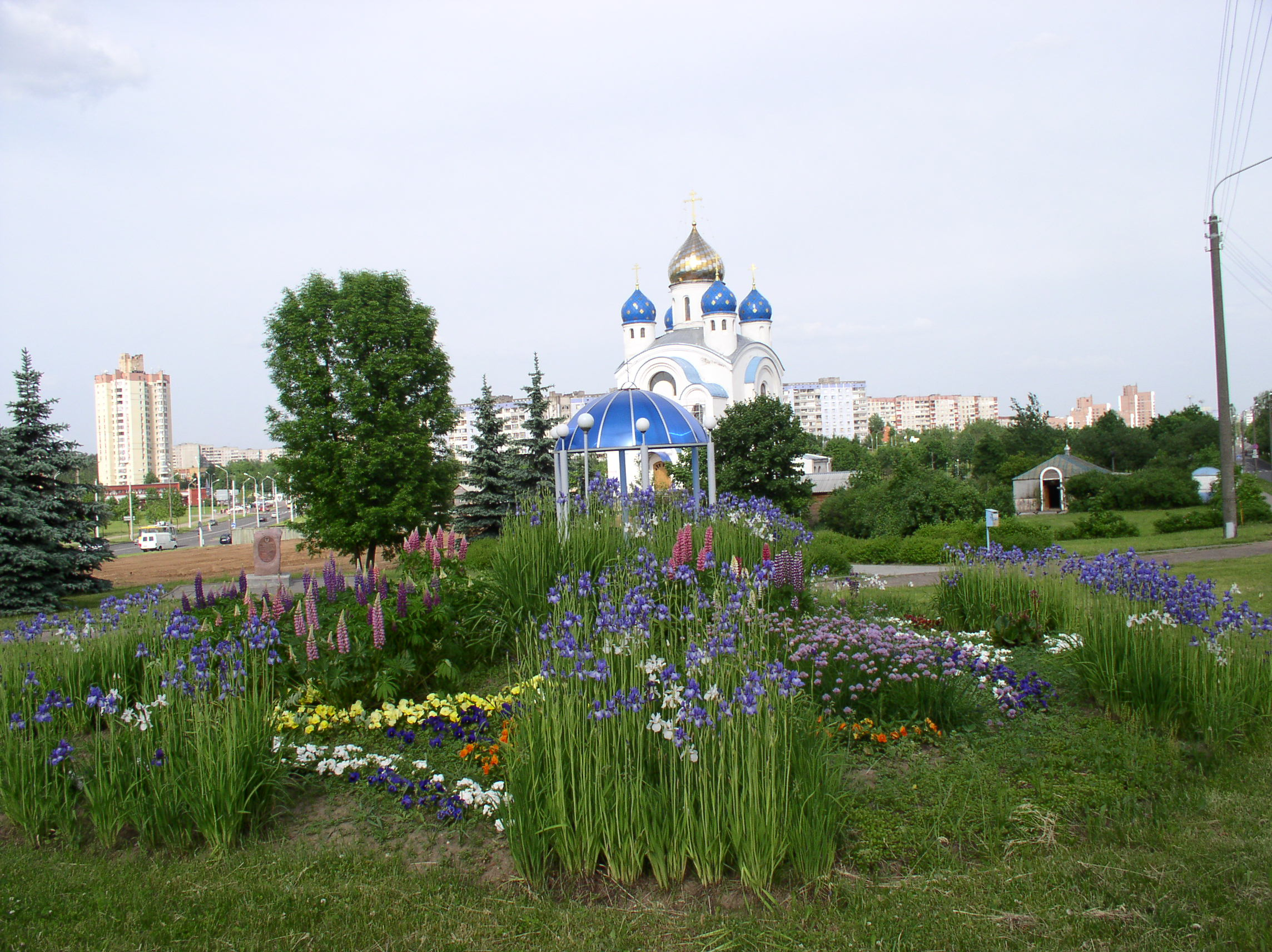
Église orthodoxe de la Résurrection du Christ
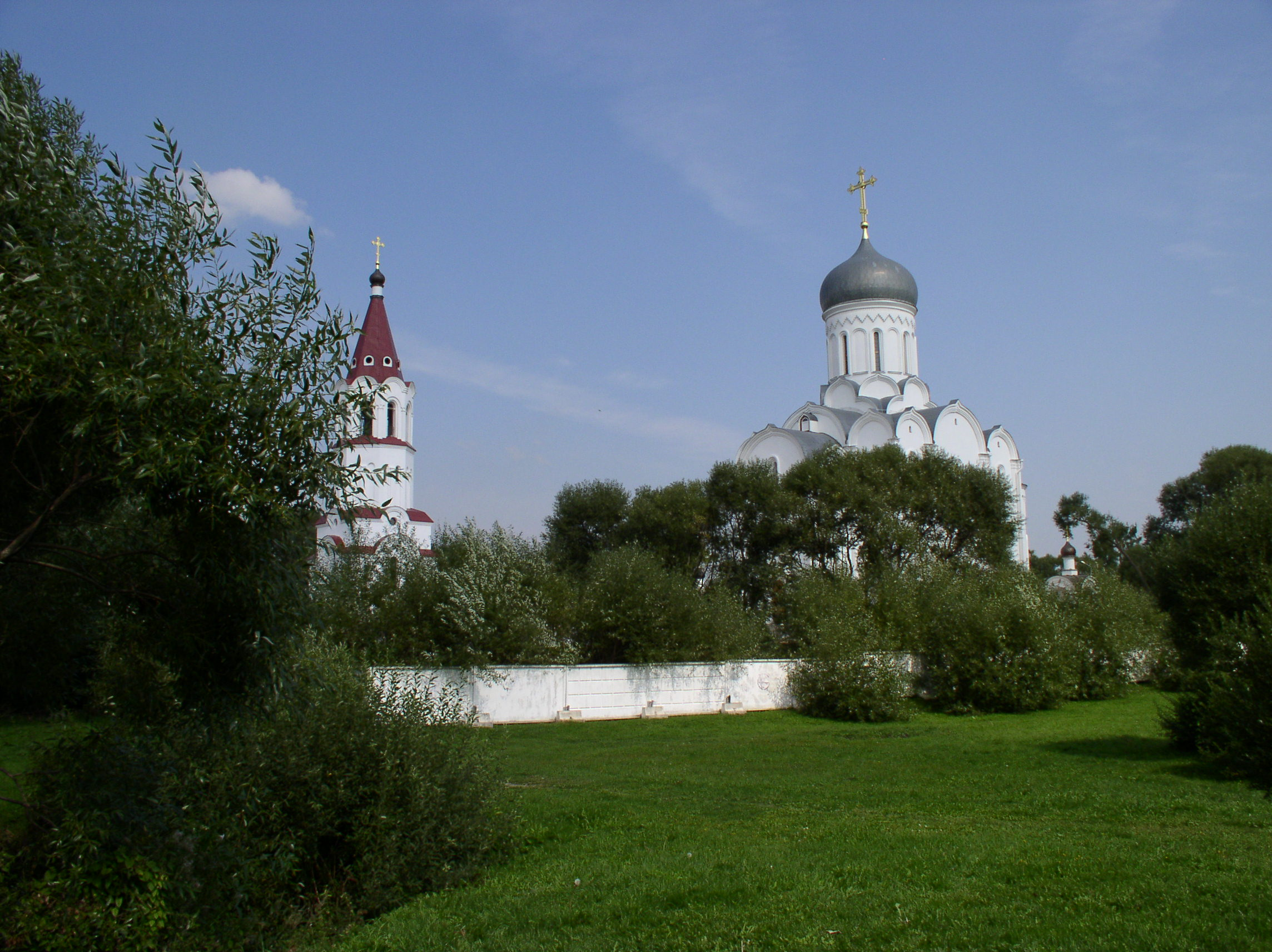
Église orthodoxe de la Protection de la Sainte Vierge Marie
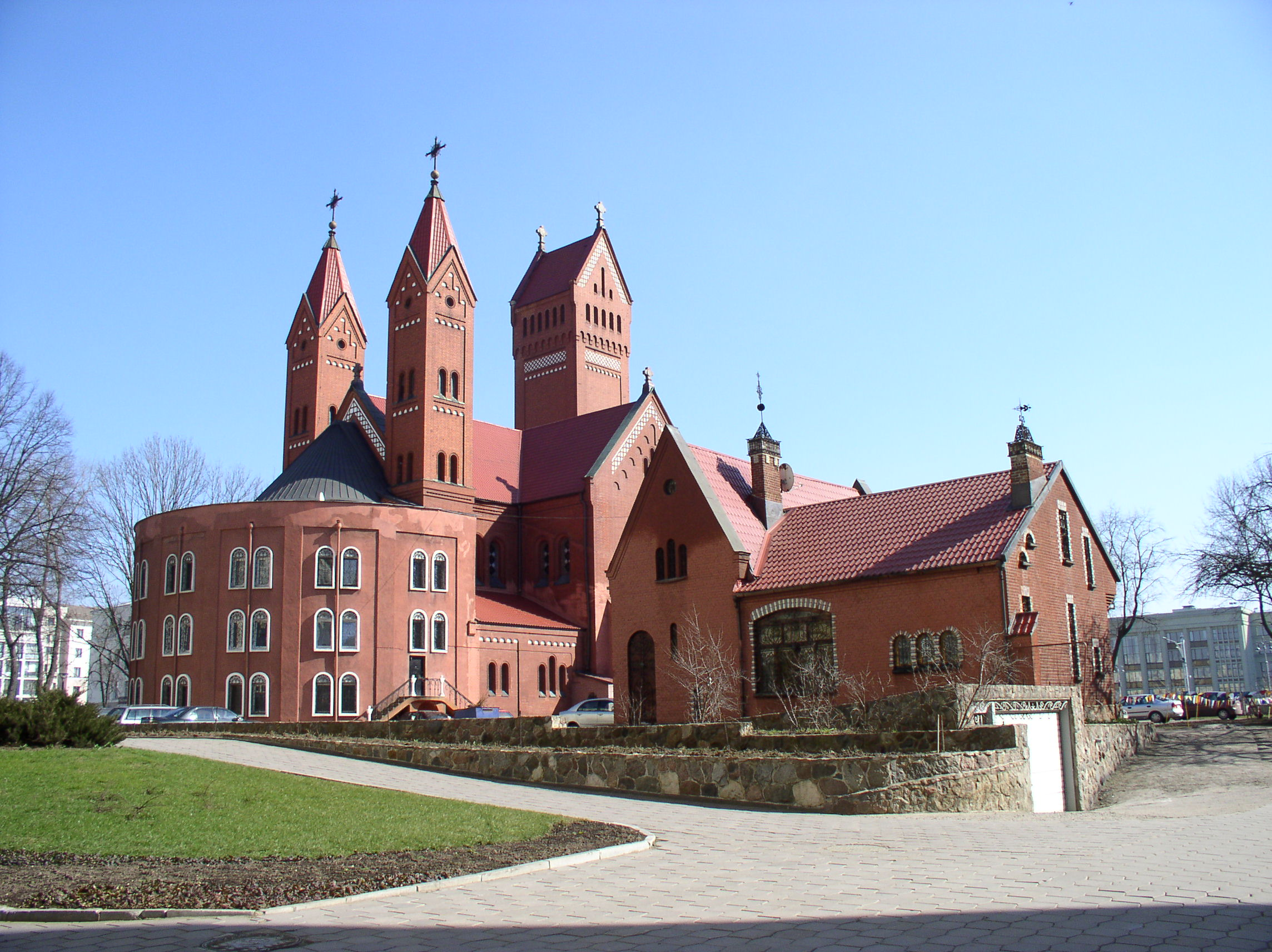
L'Église rouge
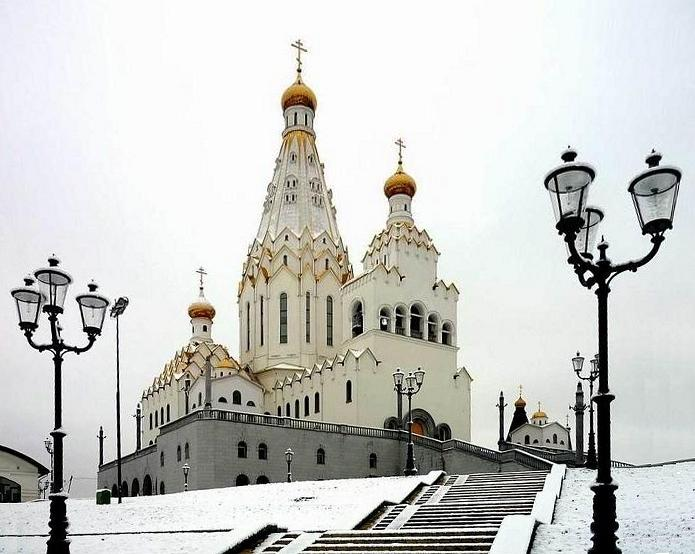
L'église de Tous-les-Saints
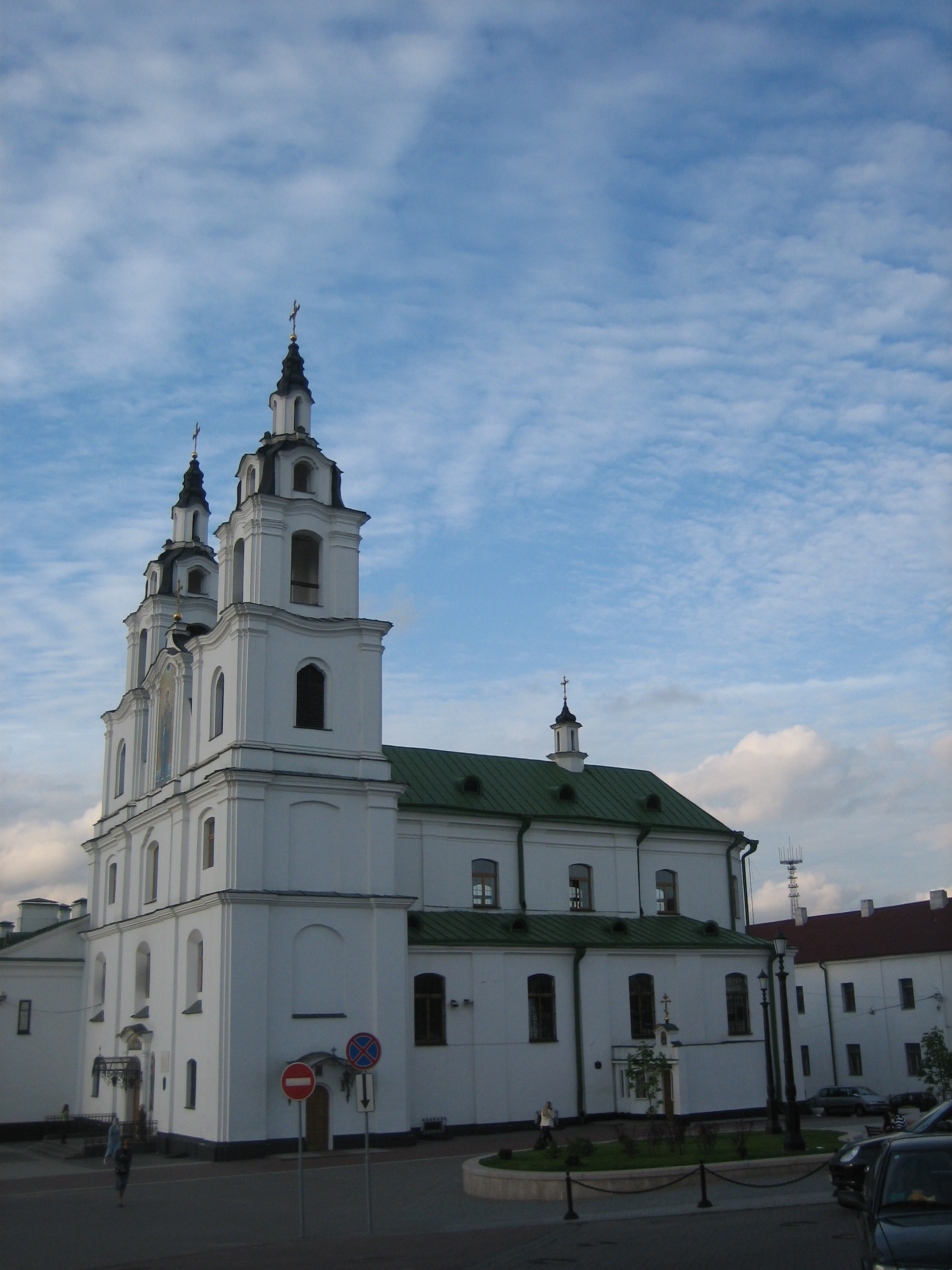
La Cathédrale du Saint-Esprit au coucher du soleil
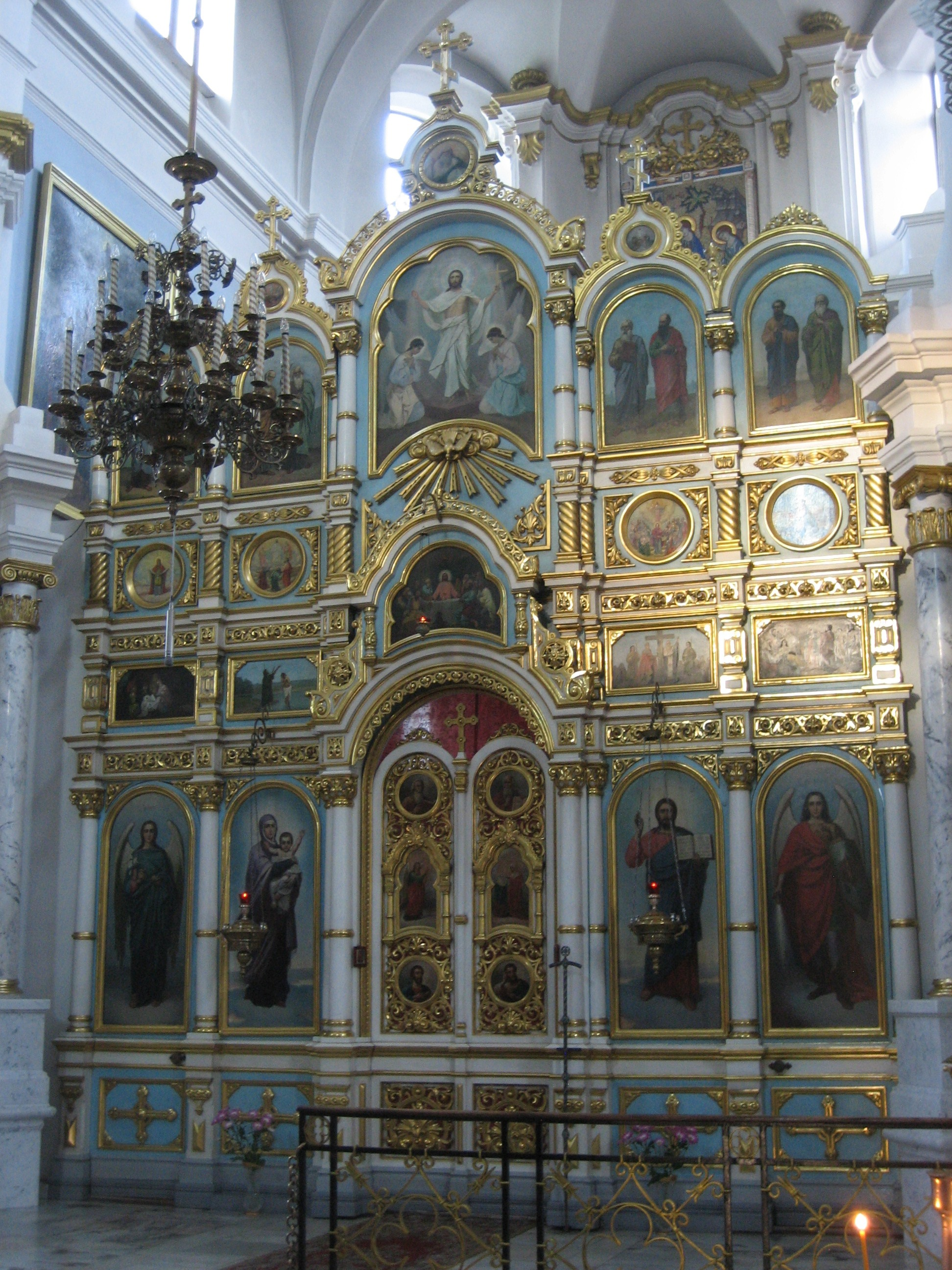
Intérieur de la Cathédrale du Saint-Esprit

### Monuments contemporains

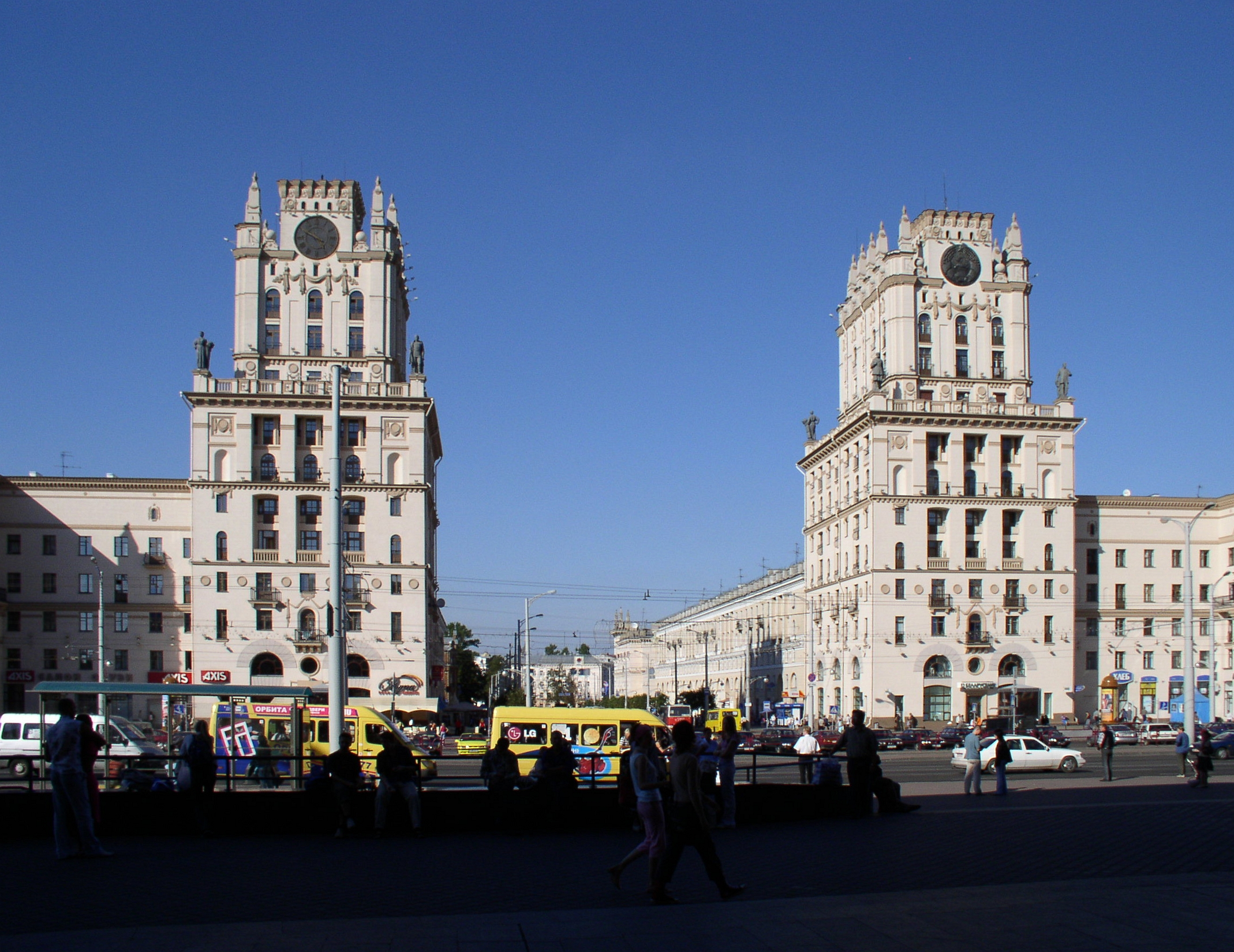
La Place de la Gare.

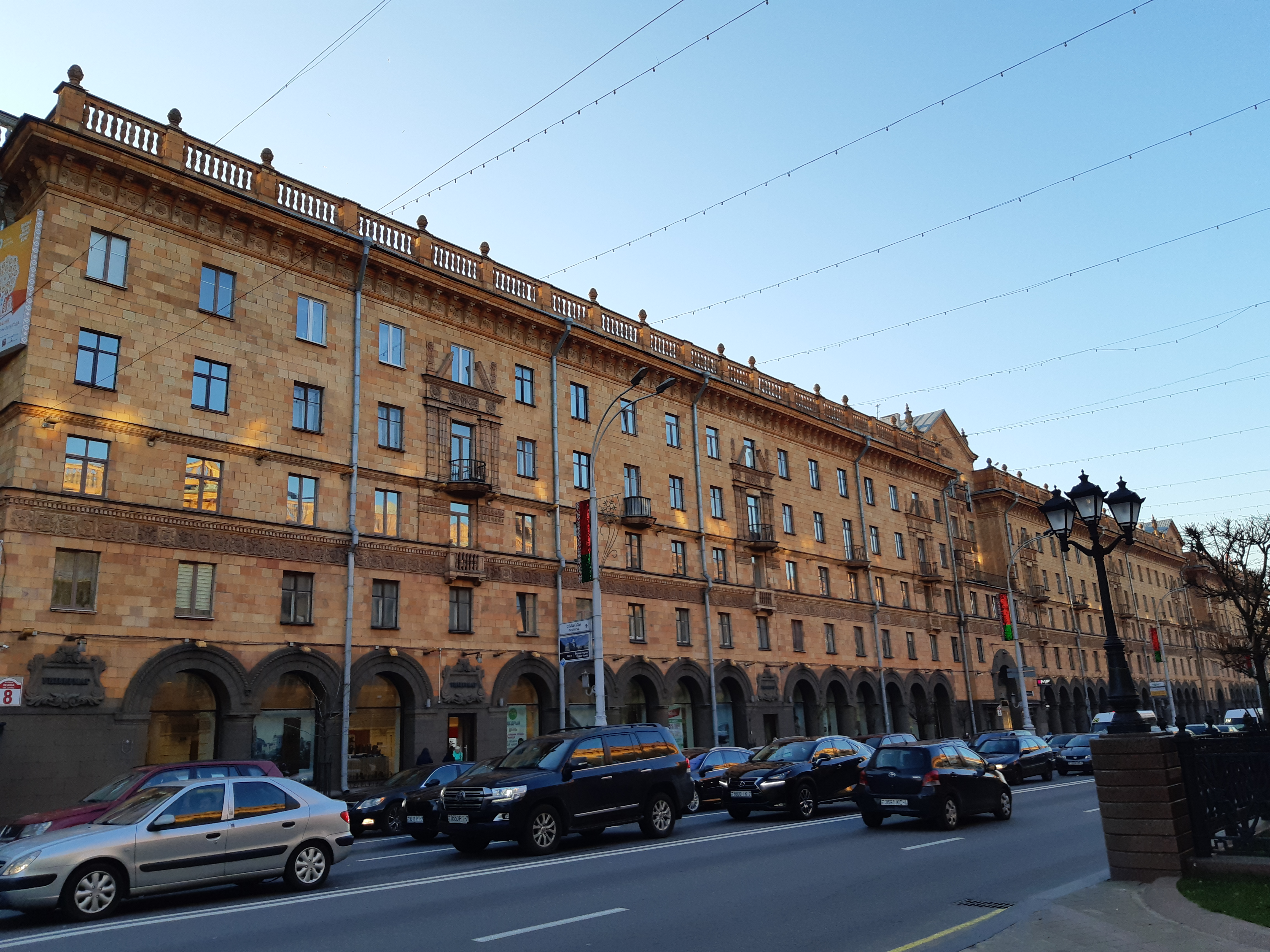
Immeuble rue Lénine

Largement détruite, la ville actuelle fut en très grande partie reconstruite après la Seconde Guerre mondiale, et cela lui confère son aspect général homogène. Une certaine liberté fut laissée aux architectes, qui en profitèrent pour expérimenter de nombreux styles décoratifs, et des formes audacieuses; l'architecture stalinienne minskoise tranche donc avec les lignes froides et lourdes habituelles. Certains ont même été édifiés dans le style néoclassique.
Les principaux bâtiments intéressants sont surtout des immeubles administratifs, dressés au bord de vastes places.
- La place d'Octobre est le noyau de la ville et abrite le palais de la République, surnommé par les Minskois « le sarcophage ». Non loin, sur la place de la Liberté, se situent l'hôtel de Ville et la cathédrale Sainte-Marie.
- Dans les environs se trouvent plusieurs hôtels, dont l'Hôtel Europe et l'Hôtel Minsk, sur la place de l'Indépendance, ancienne Place Lénine. Sur cette place on trouvera également la Maison du Gouvernement, l'université d'État, et le siège du KGB.
- La place de la Victoire est le lieu des défilés et des commémorations. En son centre, près de la flamme éternelle se dresse un obélisque qui commémore la Seconde Guerre mondiale, en mémoire de la décoration de Minsk en tant que ville héroïque.
- L'avenue de l'Indépendance, qui a changé plusieurs fois de nom, est l'artère principale de Minsk[15]. Large de 6 voies et longue de 15 kilomètres, elle est bordée par de grands immeubles de style néoclassique.
- L'Île des Larmes (en biélorusse Востраў сьлёз, en russe Остров слёз) fait face au faubourg de la Trinité et commémore la guerre d'Afghanistan, durant laquelle de nombreux Biélorusses tombèrent. Le centre de l'île est surmonté par une petite chapelle.
- La Place Iakoub Kolas

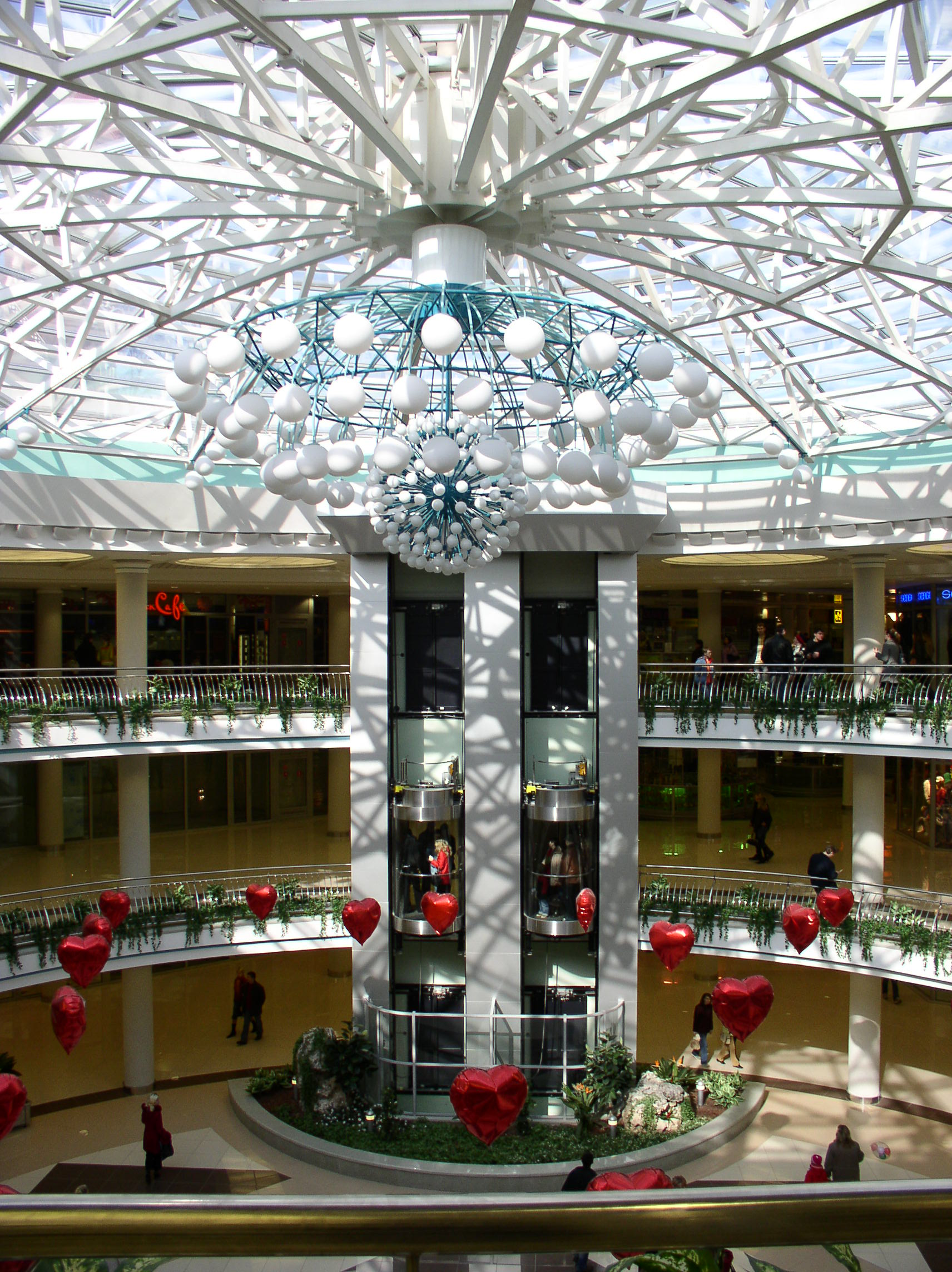
Le centre commercial Stolitsa.
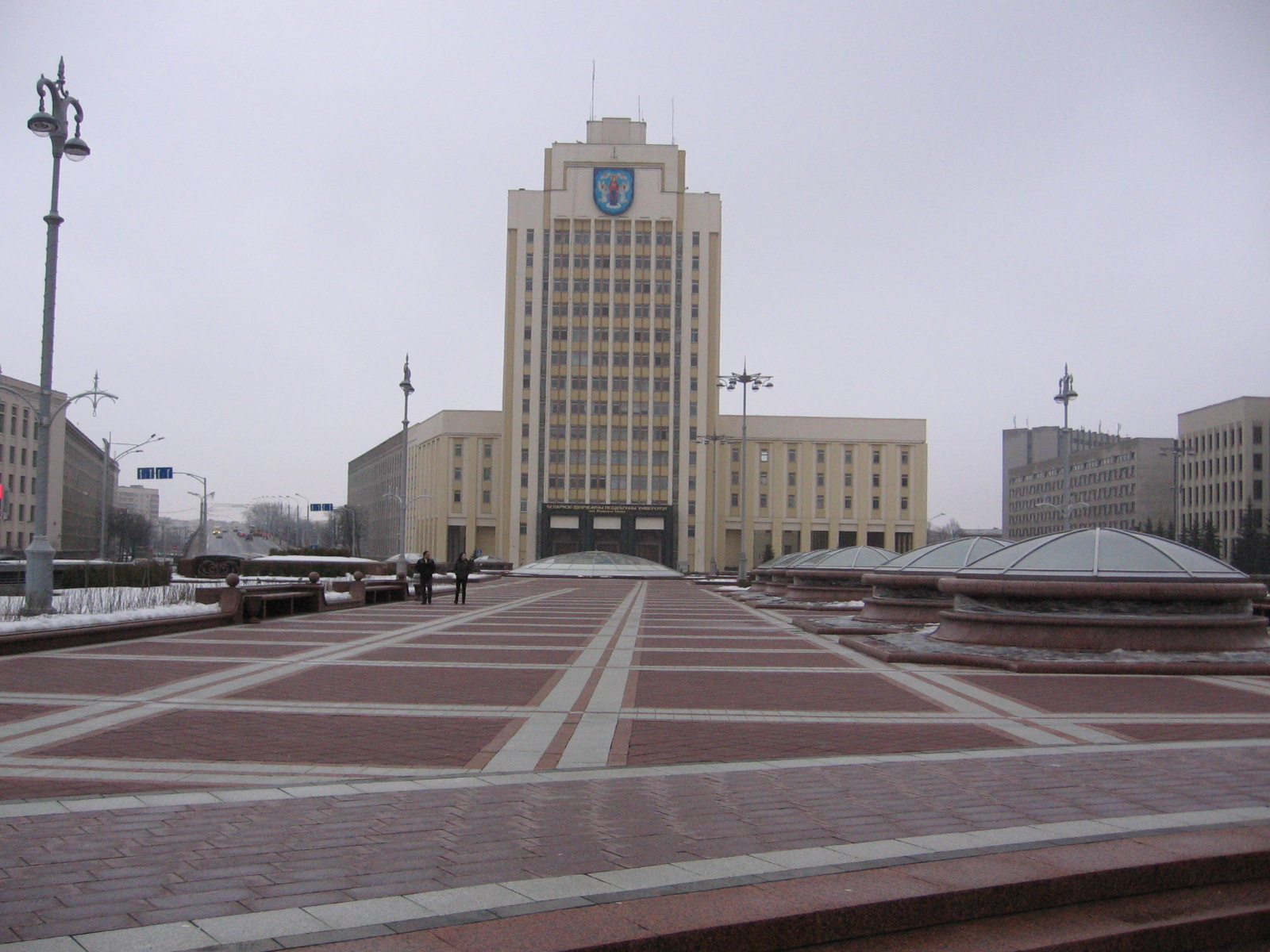
L'Université d'État.
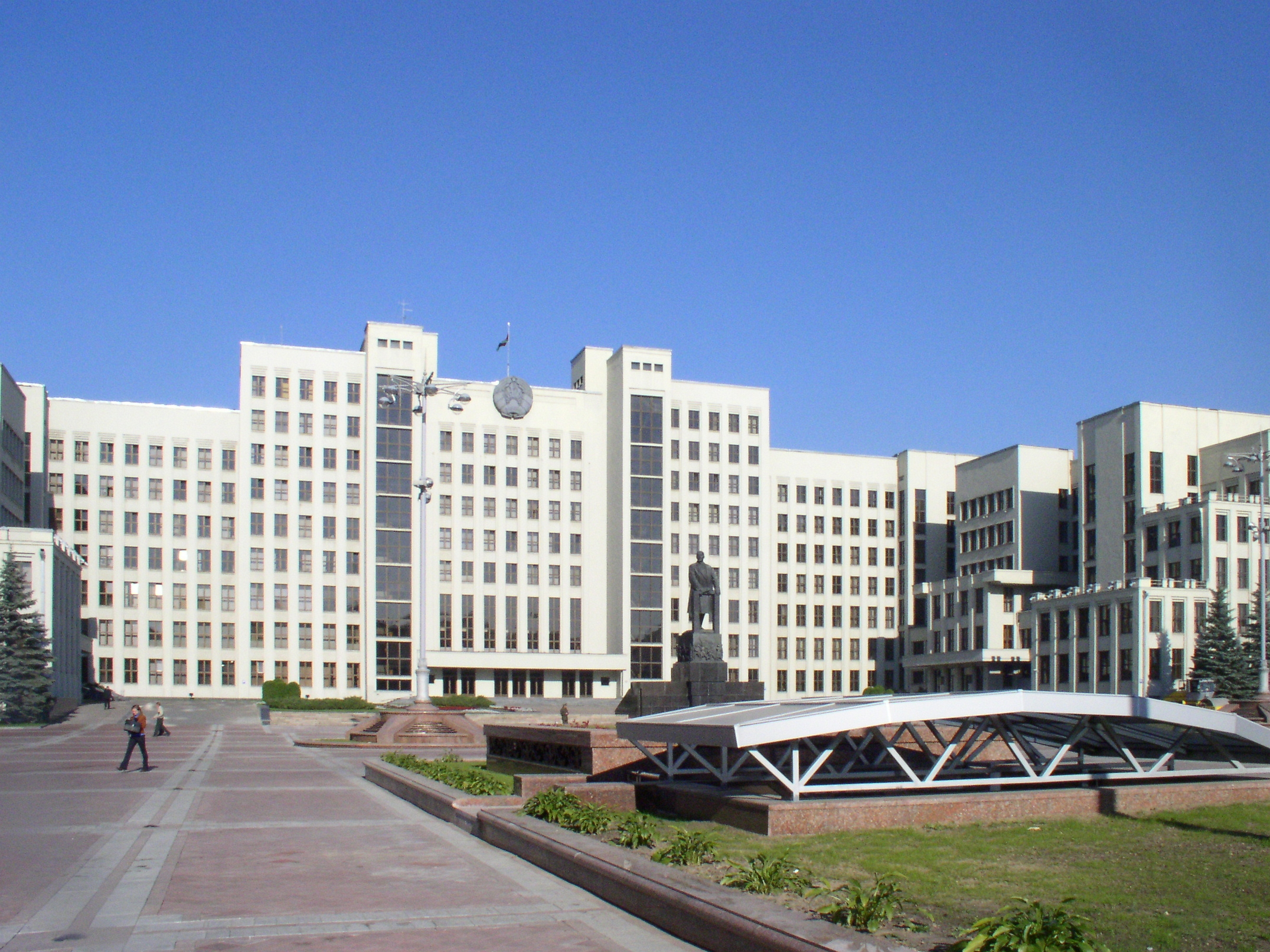
La maison du Gouvernement sur la Place de l'Indépendance.
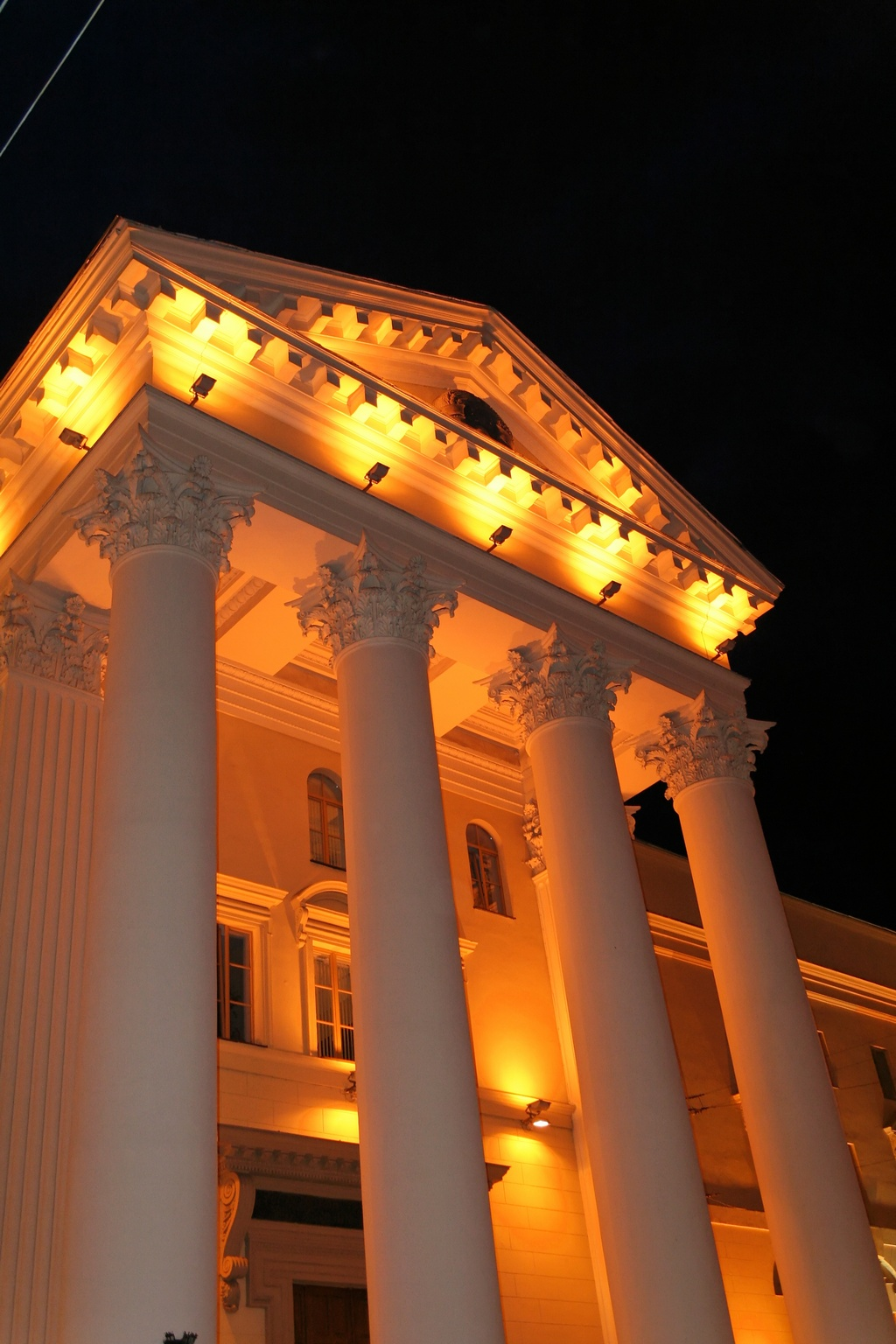
Le siège du KGB.
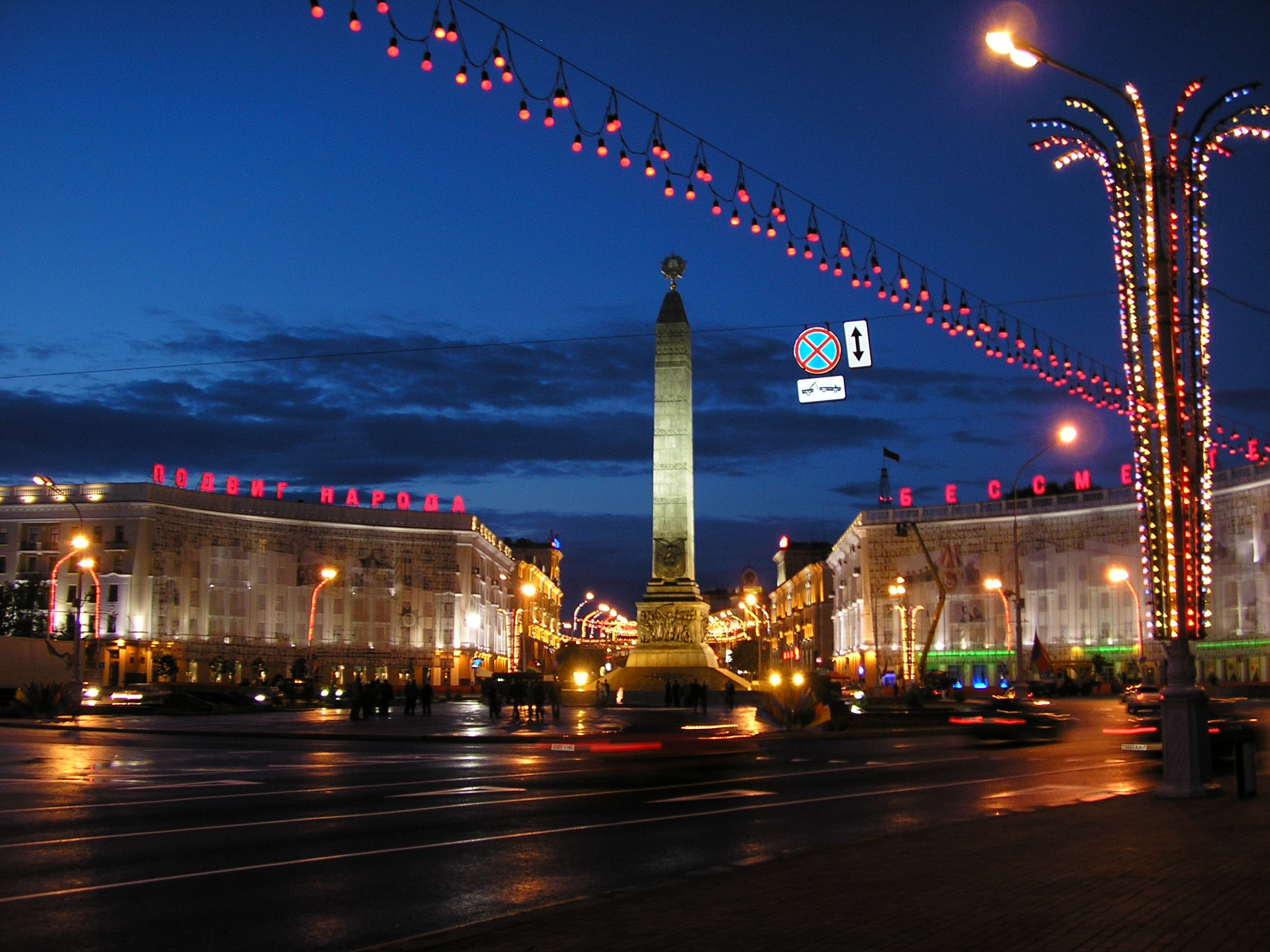
La Place de la Victoire la nuit.
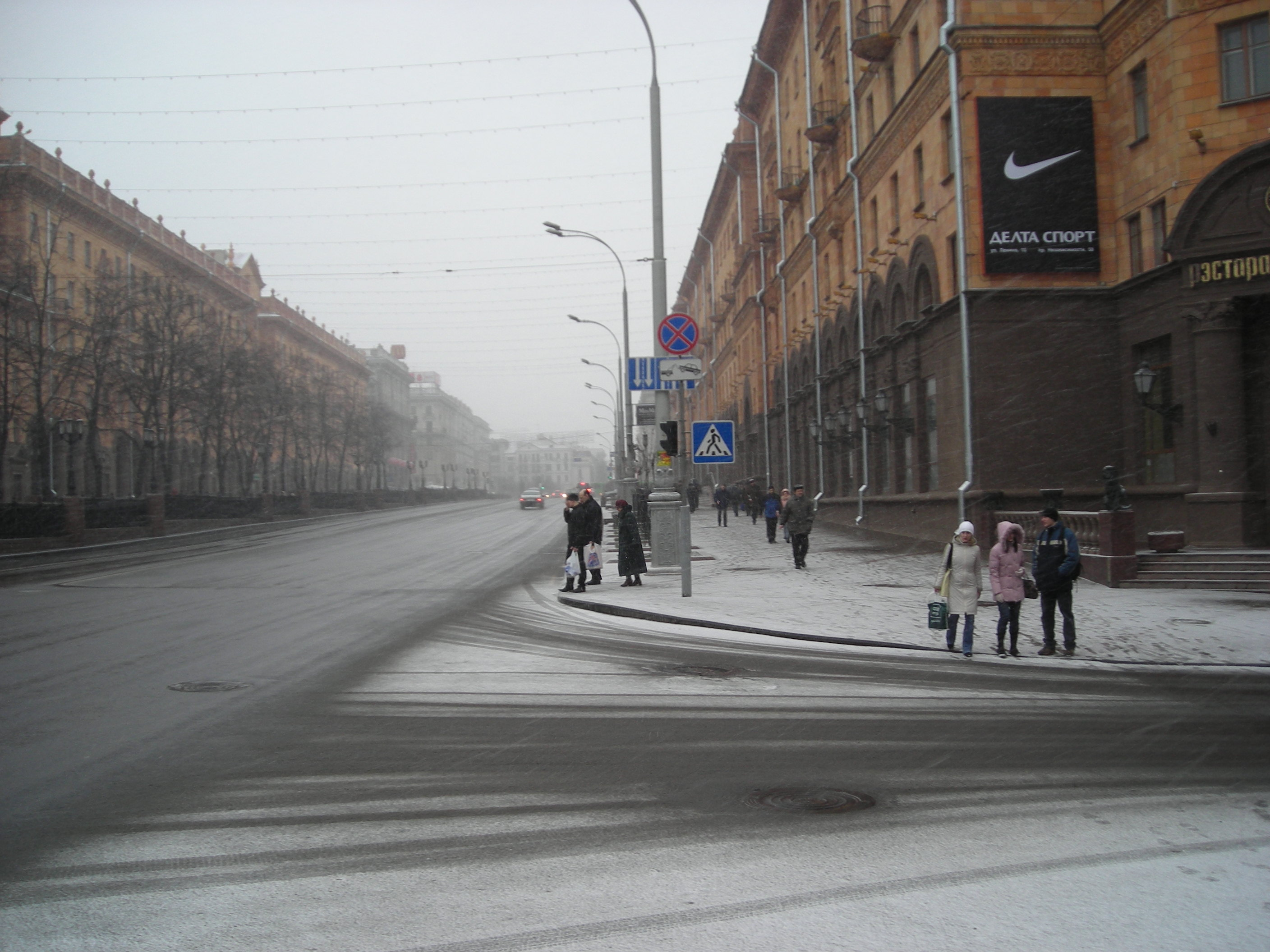
L'Avenue de l'Indépendance.

## Personnalités

### Nés à Minsk
- Florian Miładowski (1819-1889), compositeur polonais.
- Mendele-Mokher-Sefarim (1836-1917), écrivain biélorusse de langue hébraïque et yiddish.
- Iakoub Kolas (1882-1956), écrivain biélorusse.
- Maurice Kraitchik (1882-1957), spécialiste des récréations mathématiques
- Ivan Loutsévitch (1882-1942), écrivain, plus connu sous le nom de Ianka Koupala.
- Maxime Bahdanovitch (1891-1917), poète biélorusse.
- Nicolas Nabokov (1903-1978), musicien, naturalisé américain.
- Carl Eliasberg (1907-1978), chef d'orchestre.
- Anton Adamovitch (1909-1998), historien et théoricien de la littérature.
- Isia Isgour (1913-1967), architecte belge.
- Henadz Karpenka (1949-1999), politicien et scientifique biélorusse.
- Vladimir Kaminski (1950-), coureur cycliste, champion olympique.
- Ivan Loubennikov (né en 1951), peintre russe.
- Sergei Gotsmanov (né en 1959), joueur de football.
- Boris Gelfand (né en 1968), joueur d'échecs soviétique, biélorusse, puis israélien.
- Natalia Mishkutenok (née en 1970), patineuse artistique.
- Vladimir Samsonov (né en 1976), joueur de tennis de table
- Anna Smashnova (née en 1976), joueuse puis entraîneuse de tennis israélienne.
- Yauheni Hutarovich (né en 1983), coureur cycliste
- Aliona Gloukhova (née en 1984), romancière
- Leila Ismailava (née en 1989), présentatrice, mannequin.
- Victoria Azarenka (née en 1989), joueuse de tennis.
- Alina Isachenka (née en 1992), mannequin international.
- Alexander Rybak (né en 1986), chanteur, violoniste et compositeur norvégien d'origine biélorusse.
- Boris Zaborov (1935-2021), artiste français, peintre, sculpteur, graveur et scénographe.
- Katsyaryna Andreyeva (1993-), journaliste biélorusse.
- Roman Protassevitch (1995-), journaliste biélorusse et militant de l'opposition.
- Tima Belorusskih (1998-), auteur-compositeur-interprète biélorusse.

### Habitants célèbres
- Lee Harvey Oswald résida, travailla et rencontra sa femme à Minsk avant d'être impliqué dans l'assassinat du président américain John F. Kennedy.

## Jumelages
La ville de Minsk est jumelée avec : 
- Abou Dabi (Émirats arabes unis) depuis 2006
- Bangalore (Inde) depuis 1982
- Changchun (Chine)
- Eindhoven (Pays-Bas) depuis 1995
- La Havane (Cuba) depuis 2005
- Łódź (Pologne)
- Lyon (France) depuis 1976
- Nottingham (Royaume-Uni) depuis 1957
- Bonn (Allemagne)
- Sendai (Japon) depuis 1972
- Téhéran (Iran) depuis 2006
- Douchanbé (Tadjikistan) depuis le 21 juillet 1998
- Chişinău (Moldavie)
- Ankara (Turquie)
- Bichkek (Kirghizistan)
- Hô Chi Minh-Ville (Viêt Nam)